# Striscia la notizia
Striscia la notizia, anche noto semplicemente come Striscia, è un programma televisivo italiano di genere infotainment, investigativo e satirico ideato da Antonio Ricci. Auto-definitosi telegiornale satirico, va in onda dal lunedì al sabato in access prime time dal 7 novembre 1988; inizialmente trasmesso su Italia 1 fino al 16 dicembre 1988, dall'11 dicembre 1989 viene trasmesso su Canale 5.

## Il programma
Il programma, auto-definitosi telegiornale satirico, è ideato da Antonio Ricci, che da sempre cura temi e contenuti, scegliendo un team di presentatori che nel corso degli anni si avvicendano alla conduzione del programma.
L'obiettivo del programma è quello di parodiare e interpretare il concetto in chiave satirica, e col tempo si è trasformato nel monitorare mali e scandali dell'attualità, dando voce ai cittadini e cercare di risolvere i problemi che vengono riscontrati quotidianamente. Per svolgere il giornalismo d'inchiesta, il programma è costituito da rubriche e servizi realizzati da un team di inviati e collaboratori dediti a scovare truffatori sedicenti, spacciatori e politici a mani vuote in tutta Italia, nonché "gente comune" o VIP che riscontrano qualsiasi problema, alcuni dei quali con la giustizia.

### Studi televisivi
Il programma è stato trasmesso nella sua prima edizione dallo Studio One della Bravo Productions di via Mambretti 9/13 a Milano. Dalla seconda edizione si è trasferito nel Centro di produzione di Palazzo dei Cigni a Milano 2. Prima nello Studio 2 (dalla 2ª alla 16ª edizione) e successivamente, con l'introduzione del pubblico in studio, nello Studio 1 (dalla 17ª alla 27ª edizione). Nel 2015, in seguito alla chiusura della sede di Milano Due e in vista di una riorganizzazione e ottimizzazione delle risorse e strutture Mediaset, la trasmissione si è trasferita nello Studio 14 del Centro di Produzione Mediaset di Cologno Monzese. Il 9 novembre del 2007, in occasione dei festeggiamenti per il ventennale dalla nascita del programma, Striscia la notizia va in onda eccezionalmente in diretta dalla Triennale di Milano.
| Studio televisivo                                              | Edizione | Edizione | Edizione | Edizione | Edizione | Edizione | Edizione | Edizione | Edizione | Edizione | Edizione | Edizione | Edizione | Edizione | Edizione | Edizione | Edizione | Edizione | Edizione | Edizione | Edizione | Edizione | Edizione | Edizione | Edizione | Edizione | Edizione | Edizione | Edizione | Edizione | Edizione | Edizione | Edizione | Edizione | Edizione | Edizione | Edizione | Totale |
| Studio televisivo                                              | 1ª       | 2ª       | 3ª       | 4ª       | 5ª       | 6ª       | 7ª       | 8ª       | 9ª       | 10ª      | 11ª      | 12ª      | 13ª      | 14ª      | 15ª      | 16ª      | 17ª      | 18ª      | 19ª      | 20ª      | 21ª      | 22ª      | 23ª      | 24ª      | 25ª      | 26ª      | 27ª      | 28ª      | 29ª      | 30ª      | 31ª      | 32ª      | 33ª      | 34ª      | 35ª      | 36ª      | 37ª      | Totale |
| -------------------------------------------------------------- | -------- | -------- | -------- | -------- | -------- | -------- | -------- | -------- | -------- | -------- | -------- | -------- | -------- | -------- | -------- | -------- | -------- | -------- | -------- | -------- | -------- | -------- | -------- | -------- | -------- | -------- | -------- | -------- | -------- | -------- | -------- | -------- | -------- | -------- | -------- | -------- | -------- | ------ |
| Studio One della Bravo Productions-via Mambretti 9/13, Milano  |          |          |          |          |          |          |          |          |          |          |          |          |          |          |          |          |          |          |          |          |          |          |          |          |          |          |          |          |          |          |          |          |          |          |          |          |          | 1      |
| Studio 2 del Palazzo dei Cigni                                 |          |          |          |          |          |          |          |          |          |          |          |          |          |          |          |          |          |          |          |          |          |          |          |          |          |          |          |          |          |          |          |          |          |          |          |          |          | 15     |
| Studio 1 del Palazzo dei Cigni                                 |          |          |          |          |          |          |          |          |          |          |          |          |          |          |          |          |          |          |          |          |          |          |          |          |          |          |          |          |          |          |          |          |          |          |          |          |          | 11     |
| Studio 14 del Centro di produzione Mediaset di Cologno Monzese |          |          |          |          |          |          |          |          |          |          |          |          |          |          |          |          |          |          |          |          |          |          |          |          |          |          |          |          |          |          |          |          |          |          |          |          |          | 10     |

## Storia del programma

### Gli inizi e gli anni 1990
Il programma debutta come Striscia la notizia - Giornale Radio alle 20:25 il 7 novembre 1988 su Italia 1, condotto da Ezio Greggio e Gianfranco D'Angelo e diretto da Beppe Recchia, con una durata di soli sette minuti. La prima edizione si conclude il 16 dicembre. La seconda edizione va in onda sempre alle 20:25, ma su Canale 5, dall'11 dicembre 1989 al 30 giugno 1990, aumentando la durata di ogni puntata di 10 minuti, dove Greggio presenta il programma in coppia con Raffaele Pisu; i due conducono anche la successiva stagione 1990-1991 (1° ottobre-29 giugno), nella quale esordisce come inviato del programma il Gabibbo, un pupazzo rosso che parla in dialetto ligure, animato dal mimo Gero Caldarelli con la voce di Lorenzo Beccati. Nella stagione successiva si susseguono varie coppie di presentatori: dal 30 settembre al 30 novembre Lando Buzzanca e Giorgio Faletti; dal 2 dicembre al 4 gennaio Sergio Vastano e Teo Teocoli; dal 6 al 18 gennaio lo stesso Vastano viene affiancato prima da Gino Bartali e dal 20 gennaio al 6 giugno da Maurizio Ferrini (che impersonava la signora Emma Coriandoli): quest'ultima coppia viene confermata sempre in primavera dal 25 gennaio al 19 giugno 1993 e dal 9 maggio al 18 giugno 1994 (dal 28 febbraio al 7 maggio dello stesso anno prima di Vastano c'è Alba Parietti); infine dall'8 al 27 giugno Claudio Bisio e Gianni Fantoni. Dal 13 gennaio 1992, la messa in onda del programma viene posticipata di cinque minuti (alle 20:30) per lasciar spazio al neonato TG5 (che da quel momento in poi lo precederà in palinsesto). Il programma, prima delle elezioni politiche dello stesso anno, dal 30 marzo al 4 aprile non andò in onda; nello stesso periodo ci fu lo scandalo Tangentopoli e la presenza del Gabibbo ritardò l'arresto del deputato socialista Matteo Carriera. Il programma annunciò un mese prima l'autorizzazione a procedere per il senatore repubblicano Antonio Del Pennino: il Gabibbo depositò davanti alla sede della DC milanese un contributo per l'affitto. Nelle stagioni 1992-1993 (dal 28 settembre al 23 gennaio) e 1993-1994 (dal 27 settembre al 26 febbraio) torna nuovamente Greggio, questa volta in coppia con Riccardo Miniggio, noto come Ric. Il 19 maggio 1994, in occasione della puntata numero 1.000, va in onda una puntata speciale condotta eccezionalmente da tutti i volti di questa stagione, ovvero Ezio Greggio, Ric, Sergio Vastano, La Signora Coriandoli e Alba Parietti. A questa puntata partecipano anche l'ex ciclista Gino Bartali, le veline Cecilia Belli, Laura Valci, Fanny Cadeo, Terry Sessa e Simonetta Pravettoni, il "velinone" Edo Soldo e il Gabibbo.

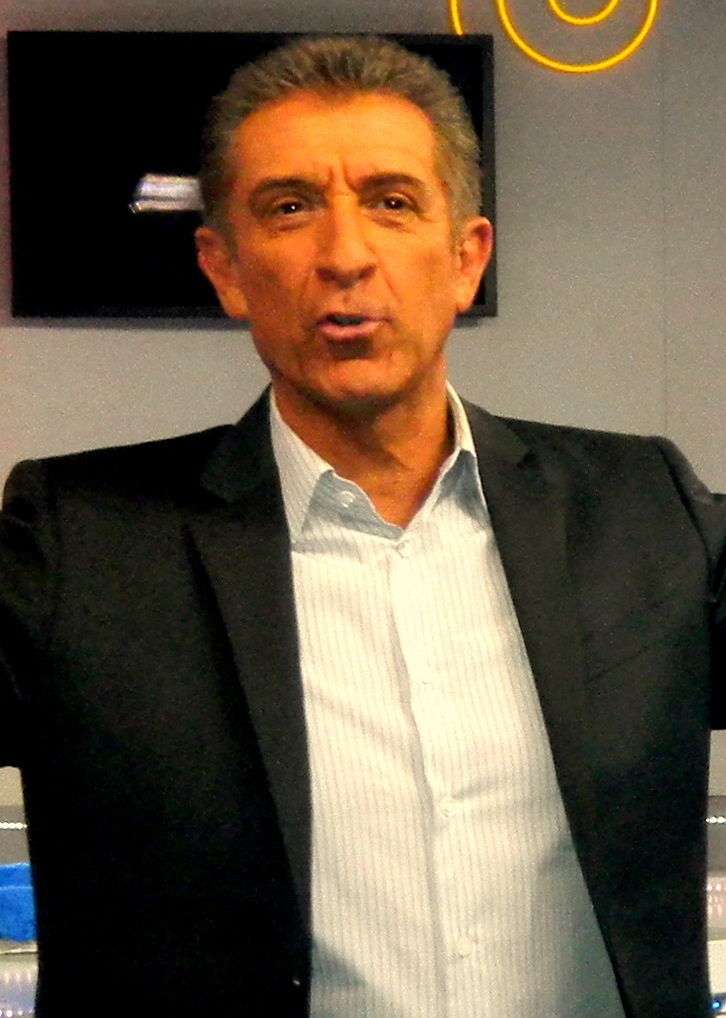
Ezio Greggio

Nelle stagioni 1994-1995 (26 settembre-25 febbraio) e 1995-1996 (25 settembre-24 febbraio) Greggio viene affiancato da Enzo Iacchetti, presente anche in primavera nelle stesse stagioni: quest'ultima stagione viene caratterizzata dal celebre tormentone fu fu, il gesto di soffiarsi nei pugni tipico di Massimo D'Alema. Nella primavera 1995 (dal 27 febbraio al 17 giugno) e 1996 (dal 26 febbraio al 15 giugno), accanto a Iacchetti, Greggio viene sostituito dal comico napoletano Lello Arena.
Nel 1996 Antonio Ricci crea un premio, il Tapiro d'Oro, che Valerio Staffelli consegna a chi ha fatto qualche gesto eclatante che si è ritorto contro di lui, ha preso parte a iniziative deludenti o è stato vittima di episodi deludenti di qualsiasi tipo. La stagione 1996-1997 vede di nuovo al timone dal 30 settembre 1996 al 1º marzo 1997 Greggio e Iacchetti, sostituiti dal 3 marzo al 5 aprile Massimo Boldi e Paolo Villaggio, dal 7 aprile al 17 maggio da Tullio Solenghi e Gene Gnocchi (i quali introdussero lo sketch Striscia la Berisha, parodia di una inesistente edizione albanese del programma) e dal 19 maggio al 14 giugno da Gerry Scotti e Franco Oppini.
La stagione 1997-1998 viene condotta dal 29 settembre 1997 al 31 gennaio 1998 da Greggio e Iacchetti, quest'ultimo sostituito dal 2 al 28 febbraio Claudio Lippi e anche in questa, dal 2 marzo al 30 maggio Tullio Solenghi e Gene Gnocchi, protagonisti anche dello sketch Cascina D'Alema, parodia della serie Cascina Vianello, con protagonisti la parodia dei leader del PDS Massimo D'Alema e Walter Veltroni. Il 13 gennaio 1998 va in onda la puntata più breve della storia del programma e in apertura Greggio si lamenta dell'eccessiva lunghezza del blocco pubblicitario andato in onda prima della sigla, che lui stesso definisce un massacro di pubblicità, ed Enzo Iacchetti chiude subito la puntata dopo soli 35 secondi. L'edizione 1998-1999 viene condotta dal 28 settembre 1998 al 27 febbraio 1999 da Greggio e Iacchetti, sostituiti dal 1º marzo al 12 giugno Gene Gnocchi (che aveva condotto con Tullio Solenghi negli anni precedenti) e Gerry Scotti (che aveva condotto con Franco Oppini l'anno precedente).

### Anni 2000
La stagione 1999-2000 viene presentata dal 27 settembre 1999 al 26 febbraio 2000 dalla coppia Greggio-Iacchetti e dal 28 febbraio al 10 giugno 2000 da Paolo Bonolis e Luca Laurenti. Durante la conduzione Bonolis-Laurenti inizia la gag del Cavaliere Mascarato, parodia di Silvio Berlusconi. Nella stagione 2000-2001, tornano dal 25 settembre 2000 al 3 marzo 2001 Greggio e Iacchetti che danno vita alla Grande Suocera, parodia del Grande Fratello. Dal 5 marzo al 9 giugno 2001 tornano Bonolis e Laurenti, che aprono ogni puntata cantando e ballando Bucatini Disco Dance e finendo con un finto documentario con Laurenti nei panni della Bavosa. Nella stagione 2001-2002 si alternano dal 24 settembre 2001 al 9 marzo 2002 Greggio e Iacchetti e dall'11 marzo all'8 giugno Bonolis e Laurenti. In questa stagione balzano agli onori delle cronache le vicende riguardanti Wanna Marchi, la figlia Stefania Nobile e il sedicente mago Mário Pacheco do Nascimento, diventate in seguito un caso giudiziario. Nella stagione 2002-2003, condotta dal 23 settembre 2002 all'8 marzo 2003 da Greggio e Iacchetti, scoppia il caso del tubo Tucker e inizia il tormentone relativo ai gesti tipici del meteorologo di Canale 5 Mario Giuliacci, che salutava i telespettatori con un Buonasera! detto spostando vistosamente la testa ed era solito agitare una biro durante la conduzione delle previsioni meteo; dal 10 marzo al 7 giugno subentrano nuovamente Bonolis e Laurenti.

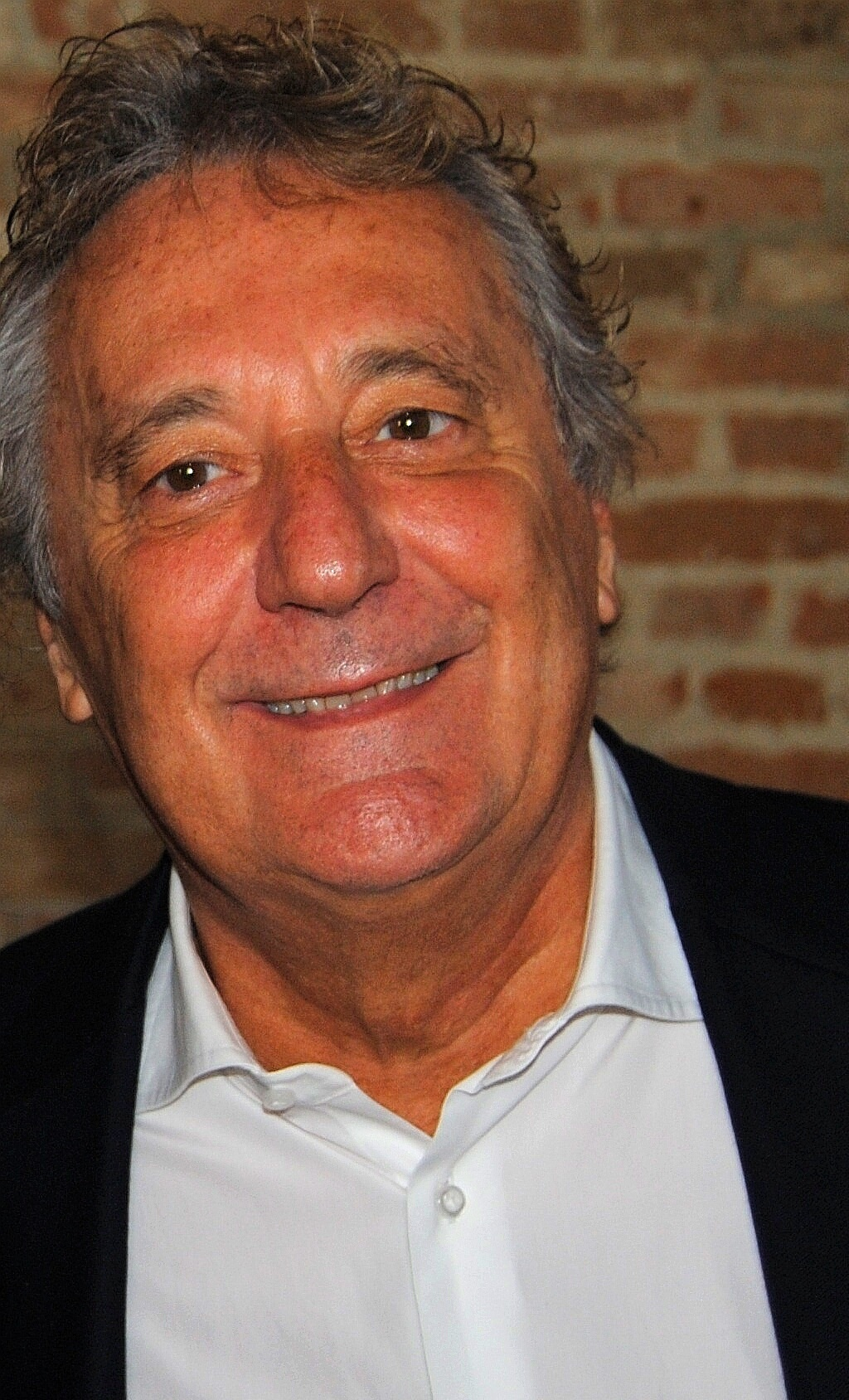
Enzo Iacchetti

Dal 22 settembre 2003 al 27 marzo 2004, sotto la conduzione di Greggio e Iacchetti, il programma solleva dubbi circa la regolarità nel programma di Rai 1 Affari tuoi, condotta da Paolo Bonolis, nel frattempo passato in Rai. Dal 29 marzo al 5 giugno 2004 la conduzione del programma passa a Alessandro Benvenuti, Anna Maria Barbera e Luca Laurenti. Il 3 aprile Benvenuti abbandona il programma e la Barbera passa al ruolo di inviata mentre, a fianco di Laurenti, arriva dal 5 aprile Sasà Salvaggio.
Nella stagione 2004-2005, partita il 27 settembre 2004, oltre all'arrivo delle nuove veline Lucia Galeone e Vera Atyushkina, tocca per la prima volta a Michelle Hunziker affiancare Greggio fino all'8 gennaio 2005; inoltre il programma va in onda da uno studio completamente rinnovato, nel quale viene introdotto per la prima volta il pubblico. Debuttano alcune nuove rubriche come Striscia lo striscione di Cristiano Militello, che mostra gli striscioni delle tifoserie calcistiche negli stadi. Il Tapiro d'Oro viene affiancato da un premio dal significato opposto, il Gongolo di platino, consegnato a chi compie qualche buona azione o è protagonista di episodi positivi, solitamente consegnato dall'ex partecipante al Grande Fratello 4 Patrick Ray Pugliese. Altra rubrica peculiare di questa edizione era il "Baciamento Europeo" costituito da due squadre di inviati (una al femminile formata da tre modelle avvenenti), ed una al maschile costituita da tre "modelli eccentrici" (tra i quali spiccava "Alberto La Gradisca", al secolo Maurizio Fioravanti), quest'ultimo entrato nella storia del programma per il noto "bacio gay" all'allora ministro per gli italiani nel mondo Mirko Tremaglia (deceduto nel 2011). Dal 10 gennaio al 19 marzo accanto a Greggio torna Iacchetti (che tornerà anche in aprile affiancando Giobbe Covatta) e dal 21 al 31 marzo debutta il comico Franco Neri fino a quando, dal 5 aprile all'11 giugno 2005, i conduttori possono cambiare in ogni puntata oppure ogni settimana. Tra gli altri, ci sono Maria De Filippi, Kledi Kadiu, Garrison, Mike Bongiorno, Gerry Scotti, Ficarra e Picone, Tullio Solenghi (che aveva già condotto negli anni 1997-1998 con Gene Gnocchi), Massimo Lopez e le due ex veline Elisabetta Canalis e Maddalena Corvaglia.

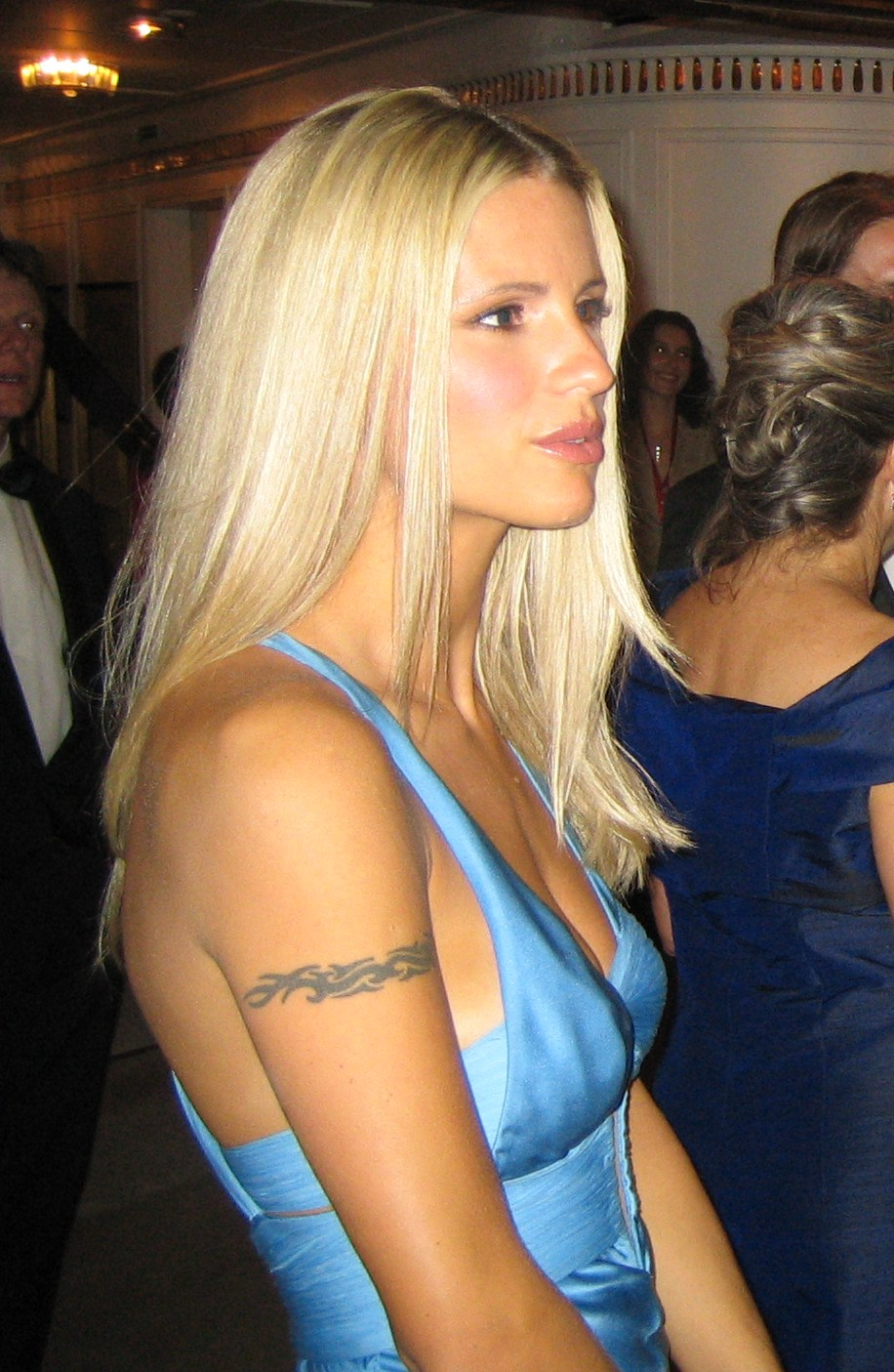
Michelle Hunziker

La stagione 2005-2006, la diciottesima, comincia il 26 settembre 2005 con due nuove veline, Melissa Satta e Thais Souza Wiggers, che sarà sostituita dal 7 gennaio al 7 giugno 2008 da Veridiana Mallmann causa maternità, e la conduzione di Greggio e Neri fino al 12 novembre 2005. Dal 14 novembre 2005 al 14 gennaio 2006 accanto a Greggio torna Iacchetti, dal 16 gennaio al 4 marzo 2006 Hunziker, dal 6 al 25 marzo 2006 ancora Neri e dal 27 marzo al 10 giugno 2006 i conduttori sono Ficarra e Picone. Questi ultimi due comici palermitani avranno il compito di chiudere ogni stagione del programma fino alla stagione 2017-2018.
Nella stagione 2006-2007 Greggio viene affiancato dalla Hunziker dal 25 settembre al 16 dicembre 2006, dal 18 dicembre 2006 al 6 gennaio 2007 da Gerry Scotti, dall'8 gennaio al 31 marzo 2007 da Iacchetti, mentre dal 2 aprile al 9 giugno 2007 tornano Ficarra e Picone.
Nella stagione 2007-2008 le coppie che si alternano alla conduzione sono: Greggio-Iacchetti (24 settembre 2007-5 gennaio 2008), Greggio-Hunziker (7 gennaio-29 marzo 2008) e Ficarra-Picone (31 marzo-7 giugno 2008). Questo si ripeterà anche nelle stagioni 2008-2009 (Greggio-Iacchetti dal 22 settembre 2008 al 10 gennaio 2009, Greggio-Hunziker dal 12 gennaio al 28 marzo 2009 e Ficarra-Picone dal 30 marzo al 6 giugno 2009) e 2009-2010 (Greggio-Iacchetti dal 21 settembre 2009 al 9 gennaio 2010, Greggio-Hunziker dall'11 gennaio al 27 marzo 2010 e Ficarra-Picone dal 29 marzo al 5 giugno 2010).

### Anni 2010
Dalla stagione 2010-2011 il programma va in onda nel formato 16:9; in questa edizione è condotto dalla coppia Greggio-Iacchetti (20 settembre 2010-8 gennaio 2011), Greggio-Hunziker (10 gennaio-26 marzo 2011) e Ficarra-Picone (28 marzo-4 giugno 2011).
Nella stagione 2010-2011 il programma è oggetto di polemiche su testate giornalistiche guidate da Carlo De Benedetti a causa del ruolo delle veline nel programma, definendo il termine "velina" in modo spregiativo per indicare una carriera nel mondo dello spettacolo che apre alle giovani le porte della notorietà e del benessere economico senza necessità di fare studi impegnativi o lunghe gavette; a seguito di tali polemiche, nell'autunno 2011 le veline cambiano provvisoriamente nome in "carline" come forma di provocazione nei confronti di De Benedetti, accusato dal programma di collaborare al processo di mercificazione del corpo femminile attraverso le testate di sua proprietà.

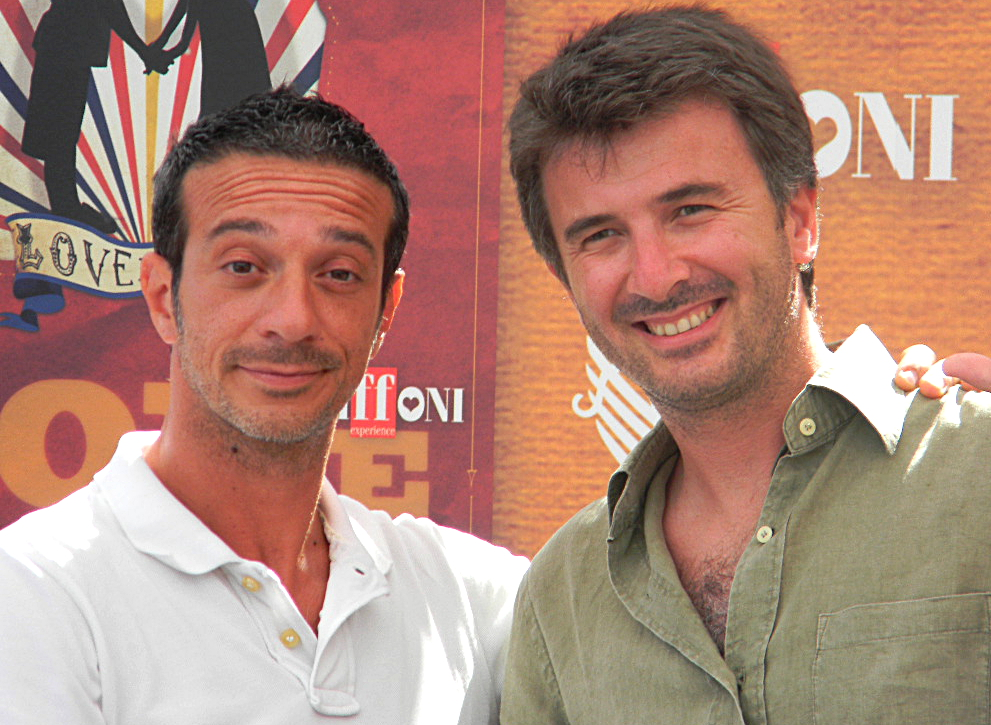
Ficarra e Picone

Nell'edizione 2011-2012, come nelle precedenti, le coppie sono: Greggio-Iacchetti (26 settembre 2011-7 gennaio 2012), Greggio-Hunziker (9 gennaio-31 marzo 2012) e Ficarra-Picone (2 aprile-10 giugno 2012).
Nell'edizione 2012-2013, il programma è condotto ancora dalle coppie Greggio-Hunziker (24 settembre 2012-5 gennaio 2013), Greggio-Iacchetti (7 gennaio-23 marzo 2013) e Ficarra-Picone (25 marzo-15 giugno 2013). In questa stagione, la 25ª, il ruolo delle veline è nuovamente al centro di controversie a seguito di varie conferenze stampa nelle quali la presidente della Camera Laura Boldrini usò il termine "velina" in senso spregiativo e definì "velinismo" le funzioni svolte da soubrette e showgirl in ruoli per i quali non sarebbero necessari particolari meriti artistici o professionali; particolari polemiche ha destato il tapiro che Striscia le ha consegnato a causa della partecipazione, come autrice, della stessa Boldrini a un programma della Rai in onda alla fine degli anni ottanta in cui erano presenti delle ragazze in abiti molto succinti.
La stagione 2013-2014, la 26ª, viene condotta da Virginia Raffaele e Michelle Hunziker (sostituita il 9 ottobre 2013 dal Gabibbo e dal 10 al 12 ottobre da Gerry Scotti a causa della gravidanza) con la presenza, per la prima volta, di due velini maschi, Elia Fongaro e Pierpaolo Pretelli, e uno studio completamente rinnovato. Dal 14 al 26 ottobre 2013 Virginia Raffaele fu sostituita da Piero Chiambretti mentre dal 28 ottobre 2013 al 6 gennaio 2014 tornò Greggio in coppia con Hunziker; con le nuove veline Irene Cioni e Ludovica Frasca. Dal 7 gennaio al 1º marzo 2014 resta Greggio ma al posto della Hunziker torna Iacchetti (che aveva già condotto il 31 ottobre e il 1º novembre e dal 4 al 6 novembre 2013, esattamente quando la showgirl era costretta in casa dall'influenza) dal 3 marzo al 7 giugno 2014 tornano Ficarra e Picone.

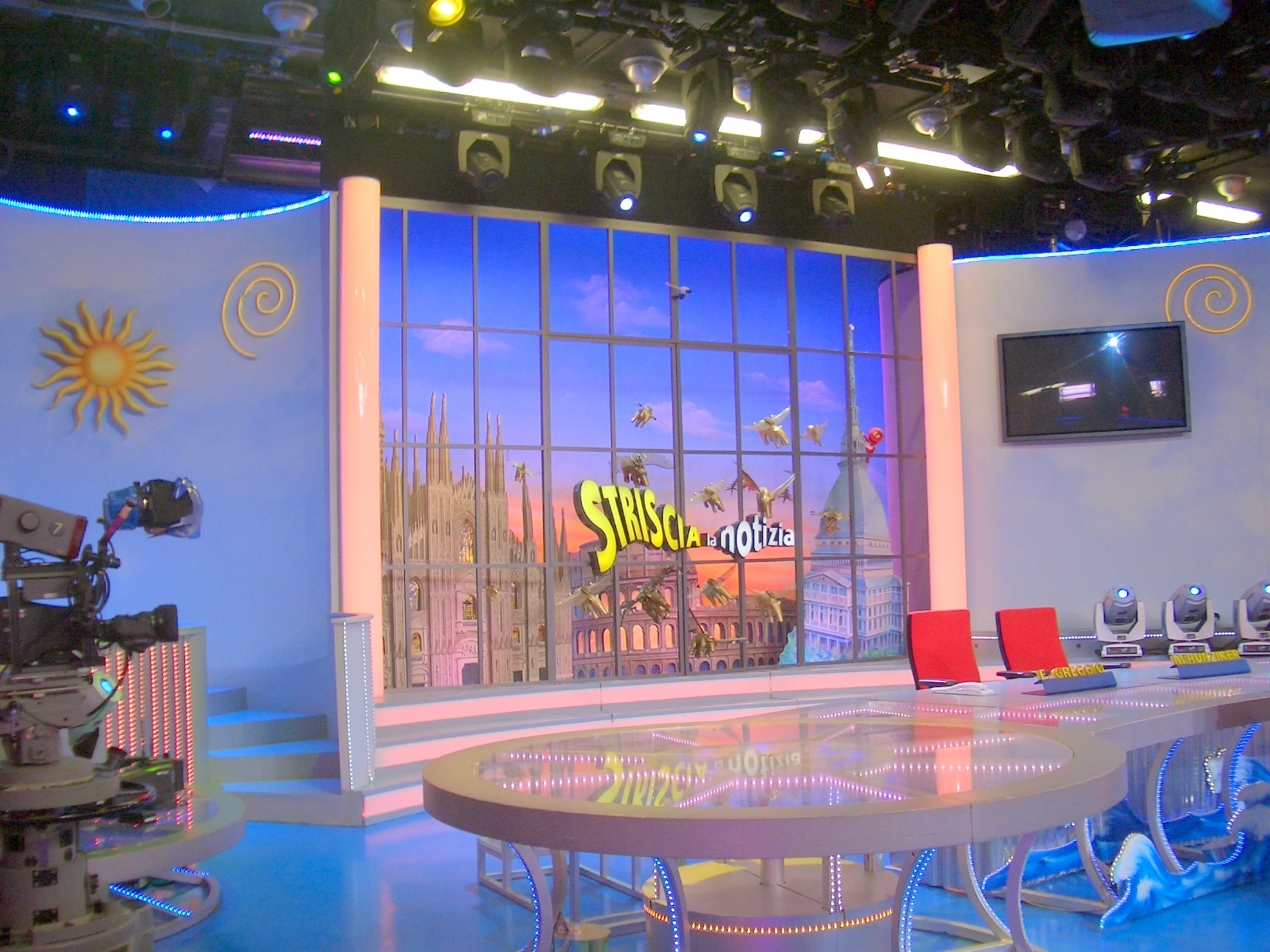
Lo studio di Striscia utilizzato dal 20 settembre 2010 al 15 giugno 2013

Da gennaio 2014 entra nel cast degli imitatori Valeria Graci nella parte di Peppa Pig che incontra i politici per fare satira. La stagione 2014-2015, la 27ª, è stata inizialmente condotta da Maurizio Battista e Leonardo Pieraccioni poi sostituiti da Chiambretti e dalla Hunziker (29 settembre-11 ottobre 2014), poi resta la Hunziker ma Chiambretti viene sostituito da Greggio (13 ottobre 2014-6 gennaio 2015), al posto della Hunziker poi torna Iacchetti accanto a Greggio (7 gennaio-21 febbraio 2015) e infine i due sono di nuovo rimpiazzati da Ficarra e Picone (23 febbraio-6 giugno 2015).
La stagione 2015-2016, la 28ª, inizia il 21 settembre 2015 e vede il programma trasferirsi dagli studi del Palazzo dei Cigni agli studi Mediaset di Cologno Monzese; la scenografia è più grande a quella introdotta nella ventiseiesima edizione. Per la prima settimana Michelle Hunziker è affiancata in varie puntate da vari personaggi dello spettacolo come Maria De Filippi, Gerry Scotti, Mara Venier, Christian De Sica mentre dal 26 ottobre tornò Greggio. La Hunziker conduce il programma con lui fino al 28 novembre. Dal 30 novembre 2015 al 23 gennaio 2016 torna Iacchetti ad affiancare Greggio, poi lo stesso Iacchetti lascia il posto alla Hunziker (25 gennaio-6 febbraio 2016) e infine tornano ancora Ficarra e Picone (8 febbraio-11 giugno 2016).
La stagione 2016-2017, la 29ª, inizia il 26 settembre 2016 con la conduzione di Michelle Hunziker affiancata da Belén Rodríguez fino al 1º ottobre, da Piero Chiambretti il 3 e il 4 ottobre, da Gerry Scotti il 5 e, per metà puntata, il 6 ottobre 2016, da Luca e Paolo il 7 e l'8 ottobre 2016 (anche se questi ultimi appaiono già nella seconda metà della puntata del 6 ottobre), e da Greggio dal 10 ottobre al 19 novembre. Quest'ultimo viene affiancato da Iacchetti, che prende il posto della Hunziker dal 21 novembre 2016 al 21 gennaio 2017. Dal 23 gennaio al 4 febbraio Greggio viene nuovamente affiancato dalla Hunziker, che ha sostituito Iacchetti, mentre dal 6 febbraio al 10 giugno la conduzione viene affidata nuovamente a Ficarra e Picone. Il 20 agosto 2017, all'età di 74 anni, muore Gero Caldarelli, il mimo che fin dal 1990 animava il Gabibbo. Dalla stagione 2017-2018 il ruolo di mimo passa a Rocco Gaudimonte, già allievo di Caldarelli, che negli anni precedenti si era alternato con lui nell'animazione del famoso pupazzo rosso.
La stagione 2017-2018, la 30ª, parte il 25 settembre 2017. In questa stagione del programma la conduzione è affidata, dal 25 settembre al 2 dicembre, a Greggio e Iacchetti; dal 4 dicembre 2017 al 6 gennaio 2018 rimane Greggio ma torna la Hunziker al posto di Iacchetti; dall'8 gennaio al 3 febbraio rimane la Hunziker ma arriva Gerry Scotti al posto di Greggio e dal 5 febbraio al 9 giugno tornano nuovamente Ficarra e Picone.
La stagione 2018-2019, la 31ª, inizia il 24 settembre 2018 con la conduzione di Ezio Greggio e Michelle Hunziker fino al 13 ottobre 2018, poi dal 15 ottobre 2018 al 5 gennaio 2019 con la conduzione di Ezio Greggio ed Enzo Iacchetti. Dal 7 gennaio al 13 aprile 2019 tornano nuovamente i palermitani Ficarra e Picone, che per la prima volta dal 2006 non si avviano a chiudere la stagione, ma la lasciano in anticipo. Quindi, dal 15 aprile all'8 giugno 2019, si succedono Gerry Scotti e la Hunziker che il 6 maggio 2019 raggiunge la presenza delle mille puntate in 15 edizioni.
La stagione 2019-2020, la 32ª, inizia il 23 settembre 2019 con la conduzione di Ezio Greggio e Michelle Hunziker fino al 5 ottobre, poi dal 7 ottobre 2019 al 6 gennaio 2020 con la conduzione della consolidata coppia formata da Ezio Greggio ed Enzo Iacchetti; successivamente dal 7 gennaio al 29 febbraio con la conduzione dei siculi Ficarra e Picone; dal 2 al 7 marzo subentra l'inedita coppia formata da Gerry Scotti con la nuova arrivata Francesca Manzini, mentre dal 9 marzo al 27 giugno al fianco di Scotti torna Michelle Hunziker. Dal 24 febbraio al 27 giugno 2020 il programma va in onda senza pubblico in studio, esattamente come avveniva dalla sua nascita fino al 2004, per via delle misure di contenimento della pandemia di COVID-19 (a seguito della quale viene imposto un lockdown sull'intero territorio nazionale italiano dal 9 marzo al 18 maggio 2020). La puntata dell'11 marzo 2020 è stata interrotta dall'edizione straordinaria del TG5 per l'annuncio dell'allora presidente del consiglio dei ministri Giuseppe Conte per la Pandemia di COVID-19; la puntata dell'11 marzo è stato replicato integralmente nella notte del giorno dopo. Quest'edizione doveva inizialmente concludersi il 6 giugno, ma a causa della pandemia viene prolungata fino al 27 giugno.

### Anni 2020
La stagione 2020-2021, la 33ª, inizia il 28 settembre 2020 con l'ultima conduzione di Ficarra e Picone, che conquistano per la prima volta la stagione autunnale. Nella puntata del 26 ottobre 2020, alla conduzione di Striscia la notizia, accanto a Salvo Ficarra, Valentino Picone viene sostituito da Cristiano Militello in quanto positivo al COVID-19, mentre dal giorno dopo, il 27 ottobre subentra Sergio Friscia fino al 7 novembre. Dal 9 novembre Picone, dopo 14 giorni di quarantena, torna a condurre il programma. Il 5 dicembre 2020, Ficarra e Picone lasciano definitivamente il programma dopo 15 anni di conduzione. Dal 7 dicembre 2020, al loro posto, tornano Ezio Greggio ed Enzo Iacchetti, che conducono il programma fino al 6 marzo 2021. Dall'8 marzo alla conduzione del TG satirico torna Gerry Scotti, affiancato prima da Francesca Manzini fino al 27 marzo, e poi da Michelle Hunziker, che conduce il programma dal 29 marzo al 12 giugno 2021. L'intera stagione del programma va in onda senza pubblico in studio per via delle misure di contenimento per la pandemia di COVID-19.
La stagione 2021-2022 inizia il 27 settembre 2021 con molte novità: sono, infatti, Vanessa Incontrada e Alessandro Siani ad aprire la 34ª edizione, conducendo per la prima volta il programma fino al 2 novembre 2021. Dal giorno dopo e fino all'11 dicembre subentra un'altra coppia inedita, quella formata dai comici Sergio Friscia e Roberto Lipari. Il 10 dicembre ai due comici si affiancano eccezionalmente Alessandro Siani e Diletta Leotta. Dal 13 dicembre 2021 al 19 febbraio 2022 ritorna la coppia composta da Ezio Greggio ed Enzo Iacchetti, sostituiti dal 2 al 12 febbraio 2022 a causa della positività di Iacchetti al COVID-19 da Friscia e Lipari. Dal 21 al 26 febbraio, complici gli impegni teatrali di Iacchetti, Greggio viene affiancato da Silvia Toffanin, mentre dal 28 febbraio subentrano di nuovo Francesca Manzini e Gerry Scotti. A causa della sua positività al COVID-19, la Manzini è costretta a lasciare il programma e al suo posto arrivano Valeria Graci il 14 e 15 marzo e Lorella Cuccarini dal 16 al 19 marzo. Dal 21 marzo all'11 giugno, con una settimana d'anticipo rispetto al previsto, al fianco di Scotti torna Michelle Hunziker, sostituita dal 9 al 14 maggio da Valeria Graci a causa della positività al COVID-19. Tra le novità di questa edizione, l'introduzione di due nuove rubriche dedicate al mondo dei social, Facedacool e Hashtag la vista. Tra gli inviati, ce n'è uno nuovo: Nando Timoteo, nei panni di un finto giornalista inviato sul campo per raccontare, con il filtro dell'ironia, i fatti salienti dell'attualità. Da questa edizione, nel programma torna il pubblico in studio, seppur limitato per via delle misure di contenimento per la pandemia di COVID-19. A causa del prolungamento della pandemia, però, a partire dal 13 dicembre 2021 il pubblico in studio viene nuovamente rimosso.
La stagione 2022-2023, la trentacinquesima, sarebbe dovuta iniziare il 26 settembre 2022 ma viene posticipata al giorno successivo per evitare la sovrapposizione di offerta con la partita Ungheria-Italia della Nations League. Nella prima settimana di programmazione vede la conduzione di Luca Argentero e di Alessandro Siani, quest'ultimo viene affiancato da Vanessa Incontrada dal 3 al 22 ottobre 2022. Dal 24 ottobre al 10 dicembre e dal 13 febbraio all'11 marzo 2023 tornano Sergio Friscia e Roberto Lipari. Il 21 novembre i due comici vengono affiancati eccezionalmente da Zlatan Ibrahimović. Dal 12 dicembre all'11 febbraio 2023 ritorna la coppia composta da Ezio Greggio ed Enzo Iacchetti; a causa di un'indisposizione quest'ultimo il 14 dicembre e dal 19 dicembre al 6 gennaio 2023 conduce il programma da casa, mentre dal 15 al 17 viene sostituito da Enrico Beruschi. Dal 13 marzo al 1º aprile 2023 tornano Gerry Scotti e Francesca Manzini; quest'ultima, dal 3 aprile al 10 giugno 2023, viene sostituita da Michelle Hunziker.
La stagione 2023-2024, la trentaseiesima, parte il 25 settembre 2023, con la conduzione di Alessandro Siani e Vanessa Incontrada fino al 14 ottobre. Dal 16 ottobre al 9 dicembre 2023 e dal 12 febbraio al 9 marzo 2024 tornano Sergio Friscia e Roberto Lipari. Dall'11 dicembre 2023 al 10 febbraio 2024 ritorna la coppia composta da Ezio Greggio ed Enzo Iacchetti. Dall'11 al 30 marzo 2024 tornano Gerry Scotti e Francesca Manzini. Dal 1º aprile all'8 giugno 2024, al fianco di Scotti, torna Michelle Hunziker, al posto della Manzini. Diversamente dalle edizioni precedenti, in cui la durata era variabile, da questa edizione il programma ha una durata massima di 50 minuti e torna ad ospitare il pubblico in studio con una capienza del 100%, in seguito all'abolizione delle misure di contenimento della pandemia di COVID-19. Viene, inoltre, parzialmente rinnovato lo studio.
La stagione 2024-2025, la trentasettesima, parte il 23 settembre 2024, con la conduzione di Michelle Hunziker e Nino Frassica fino al 12 ottobre. Dal 14 ottobre al 7 dicembre 2024 e dal 3 febbraio al 22 marzo 2025 tornano Sergio Friscia e Roberto Lipari. Dal 9 dicembre al 1º febbraio 2025 torna la storica coppia composta da Ezio Greggio ed Enzo Iacchetti. Dal 24 marzo 2025 tornano Gerry Scotti e Michelle Hunziker, sancendo quindi l'assenza di Francesca Manzini (quest'ultima, il 17 maggio sostituisce la Hunziker impegnata a Eurovision Song Contest 2025), fino alla conclusione della stagione del 7 giugno. Da questa stagione il ruolo delle veline viene diviso equamente vedendo la presenza di una velina donna Beatrice Coari e per la prima volta anche un velino uomo, Gianluca Briganti, il quale viene successivamente sostituito da una velina bionda, tramite una selezione del pubblico attraverso il sito del programma che, conclusasi il 30 gennaio 2025, ha visto la vittoria di Nausica Marasca. La puntata del 22 aprile 2025 è andata in onda senza la consueta conduzione come segno di lutto per la scomparsa di Papa Francesco avvenuta la mattina del giorno precedente: invece quella dell'8 maggio 2025 è andata in onda dalle 21:00 alle 21:40 a causa dell'allungamento dell'edizione del TG5 in vista dell'elezione di Papa Leone XIV.

## Cast

### Conduzione
| Conduzione           | Edizione | Edizione | Edizione | Edizione | Edizione | Edizione | Edizione | Edizione | Edizione | Edizione | Edizione | Edizione | Edizione | Edizione | Edizione | Edizione | Edizione | Edizione | Edizione | Edizione | Edizione | Edizione | Edizione | Edizione | Edizione | Edizione | Edizione | Edizione | Edizione | Edizione | Edizione | Edizione | Edizione | Edizione | Edizione | Edizione | Edizione | Totale |
| Conduzione           | 1ª       | 2ª       | 3ª       | 4ª       | 5ª       | 6ª       | 7ª       | 8ª       | 9ª       | 10ª      | 11ª      | 12ª      | 13ª      | 14ª      | 15ª      | 16ª      | 17ª      | 18ª      | 19ª      | 20ª      | 21ª      | 22ª      | 23ª      | 24ª      | 25ª      | 26ª      | 27ª      | 28ª      | 29ª      | 30ª      | 31ª      | 32ª      | 33ª      | 34ª      | 35ª      | 36ª      | 37ª      | Totale |
| -------------------- | -------- | -------- | -------- | -------- | -------- | -------- | -------- | -------- | -------- | -------- | -------- | -------- | -------- | -------- | -------- | -------- | -------- | -------- | -------- | -------- | -------- | -------- | -------- | -------- | -------- | -------- | -------- | -------- | -------- | -------- | -------- | -------- | -------- | -------- | -------- | -------- | -------- | ------ |
| Ezio Greggio         |          |          |          |          |          |          |          |          |          |          |          |          |          |          |          |          |          |          |          |          |          |          |          |          |          |          |          |          |          |          |          |          |          |          |          |          |          | 36     |
| Gianfranco D'Angelo  |          |          |          |          |          |          |          |          |          |          |          |          |          |          |          |          |          |          |          |          |          |          |          |          |          |          |          |          |          |          |          |          |          |          |          |          |          | 1      |
| Raffaele Pisu        |          |          |          |          |          |          |          |          |          |          |          |          |          |          |          |          |          |          |          |          |          |          |          |          |          |          |          |          |          |          |          |          |          |          |          |          |          | 2      |
| Lando Buzzanca       |          |          |          |          |          |          |          |          |          |          |          |          |          |          |          |          |          |          |          |          |          |          |          |          |          |          |          |          |          |          |          |          |          |          |          |          |          | 1      |
| Giorgio Faletti      |          |          |          |          |          |          |          |          |          |          |          |          |          |          |          |          |          |          |          |          |          |          |          |          |          |          |          |          |          |          |          |          |          |          |          |          |          | 1      |
| Sergio Vastano       |          |          |          |          |          |          |          |          |          |          |          |          |          |          |          |          |          |          |          |          |          |          |          |          |          |          |          |          |          |          |          |          |          |          | 3        |          |          |        |
| Teo Teocoli          |          |          |          |          |          |          |          |          |          |          |          |          |          |          |          |          |          |          |          |          |          |          |          |          |          |          |          |          |          |          |          |          |          |          | 1        |          |          |        |
| Gino Bartali         |          |          |          |          |          |          |          |          |          |          |          |          |          |          |          |          |          |          |          |          |          |          |          |          |          |          |          |          |          |          |          |          |          | 2        |          |          |          |        |
| Signora Coriandoli   |          |          |          | 3        |          |          |          |          |          |          |          |          |          |          |          |          |          |          |          |          |          |          |          |          |          |          |          |          |          |          |          |          |          |          |          |          |          |        |
| Ric                  |          |          |          |          |          |          | 2        |          |          |          |          |          |          |          |          |          |          |          |          |          |          |          |          |          |          |          |          |          |          |          |          |          |          |          |          |          |          |        |
| Alba Parietti        |          |          |          |          |          |          | 1        |          |          |          |          |          |          |          |          |          |          |          |          |          |          |          |          |          |          |          |          |          |          |          |          |          |          |          |          |          |          |        |
| Enzo Iacchetti       |          |          |          |          |          |          |          |          |          |          |          |          |          |          |          |          |          |          |          |          |          |          |          |          |          |          |          |          |          |          |          |          |          |          |          |          |          | 31     |
| Lello Arena          |          |          |          |          |          |          |          |          |          |          |          |          |          |          |          |          |          |          |          |          |          |          |          |          |          |          |          |          |          |          |          | 2        |          |          |          |          |          |        |
| Mauro Iacchetti      |          |          |          |          |          |          |          |          |          |          |          |          |          |          |          |          |          |          |          |          |          |          |          |          |          |          |          |          |          |          |          | 1        |          |          |          |          |          |        |
| Massimo Boldi        |          |          |          |          |          |          |          |          |          |          |          |          |          |          |          |          |          |          |          |          |          |          |          |          |          |          |          |          |          |          |          | 1        |          |          |          |          |          |        |
| Paolo Villaggio      |          |          |          |          |          |          |          |          |          |          |          |          |          |          |          |          |          |          |          |          |          |          |          |          |          |          |          |          |          |          |          | 1        |          |          |          |          |          |        |
| Gene Gnocchi         |          |          |          |          |          |          |          |          |          |          |          |          |          |          |          |          |          |          |          |          |          |          |          |          |          |          |          |          |          | 3        |          |          |          |          |          |          |          |        |
| Tullio Solenghi      |          |          |          |          |          |          |          |          |          |          |          |          |          |          |          |          |          |          |          |          |          |          |          |          |          |          |          |          |          | 3        |          |          |          |          |          |          |          |        |
| Gerry Scotti         |          |          |          |          |          |          |          |          |          |          |          |          |          |          |          |          |          |          |          |          |          |          |          |          |          |          |          |          |          | 14       |          |          |          |          |          |          |          |        |
| Franco Oppini        |          |          |          |          |          |          |          |          |          |          |          |          |          |          |          |          |          |          |          |          |          |          |          |          |          |          |          |          | 1        |          |          |          |          |          |          |          |          |        |
| Claudio Lippi        |          |          |          |          |          |          |          |          |          |          |          |          |          |          |          |          |          |          |          |          |          |          |          |          |          |          |          |          | 1        |          |          |          |          |          |          |          |          |        |
| Paolo Bonolis        |          |          |          |          |          |          |          |          |          |          |          |          |          |          |          |          |          |          |          |          |          |          |          |          |          |          |          |          |          |          |          |          |          |          |          |          |          | 4      |
| Luca Laurenti        |          |          |          |          |          |          |          |          |          |          |          |          |          |          |          |          |          |          |          |          |          |          |          |          |          |          | 5        |          |          |          |          |          |          |          |          |          |          |        |
| Anna Maria Barbera   |          |          |          |          |          |          |          |          |          |          |          |          |          |          |          |          |          |          |          |          |          |          |          |          |          |          |          |          |          |          |          |          |          |          |          |          |          | 1      |
| Alessandro Benvenuti |          |          |          |          |          |          |          |          |          |          |          |          |          |          |          |          |          |          |          |          |          |          |          |          |          |          |          |          |          |          |          |          |          |          |          |          |          | 1      |
| Sasà Salvaggio       |          |          |          |          |          |          |          |          |          |          |          |          |          |          |          |          |          |          |          |          |          |          |          |          |          |          |          |          |          |          |          |          |          |          |          |          |          | 1      |
| Michelle Hunziker    |          |          |          |          |          |          |          |          |          |          |          |          |          |          |          |          |          |          |          |          |          |          |          |          |          |          |          |          |          |          |          |          |          |          |          |          |          | 22     |
| Emilio Fede          |          |          |          |          |          |          |          |          |          |          |          |          |          |          |          |          |          |          |          |          |          | 1        |          |          |          |          |          |          |          |          |          |          |          |          |          |          |          |        |
| Franco Neri          |          |          |          |          |          |          |          |          |          |          |          |          |          |          |          |          |          |          |          |          |          | 2        |          |          |          |          |          |          |          |          |          |          |          |          |          |          |          |        |
| Maria De Filippi     |          |          |          |          |          |          |          |          |          |          |          |          |          |          |          |          |          |          |          |          |          | 2        |          |          |          |          |          |          |          |          |          |          |          |          |          |          |          |        |
| Kledi Kadiu          |          |          |          |          |          |          |          |          |          |          |          |          |          |          |          |          |          |          |          |          | 1        |          |          |          |          |          |          |          |          |          |          |          |          |          |          |          |          |        |
| Garrison Rochelle    |          |          |          |          |          |          |          |          |          |          |          |          |          |          |          |          |          |          |          |          | 1        |          |          |          |          |          |          |          |          |          |          |          |          |          |          |          |          |        |
| Massimo Ceccherini   |          |          |          |          |          |          |          |          |          |          |          |          |          |          |          |          |          |          |          |          | 1        |          |          |          |          |          |          |          |          |          |          |          |          |          |          |          |          |        |
| Leonardo Pieraccioni |          |          |          |          |          |          |          |          |          |          |          |          |          |          |          |          |          |          |          |          | 2        |          |          |          |          |          |          |          |          |          |          |          |          |          |          |          |          |        |
| Giobbe Covatta       |          |          |          |          |          |          |          |          |          |          |          |          |          |          |          |          |          |          |          |          | 1        |          |          |          |          |          |          |          |          |          |          |          |          |          |          |          |          |        |
| Mike Bongiorno       |          |          |          |          |          |          |          |          |          |          |          |          |          |          |          |          |          |          |          |          | 1        |          |          |          |          |          |          |          |          |          |          |          |          |          |          |          |          |        |
| Zuzzurro e Gaspare   |          |          |          |          |          |          |          |          |          |          |          |          |          |          |          |          |          |          |          |          | 1        |          |          |          |          |          |          |          |          |          |          |          |          |          |          |          |          |        |
| Dario Ballantini     |          |          |          |          |          |          |          |          |          |          |          |          |          |          |          |          |          |          |          |          | 1        |          |          |          |          |          |          |          |          |          |          |          |          |          |          |          |          |        |
| Gigi D'Alessio       |          |          |          |          |          |          |          |          |          |          |          |          |          |          |          |          |          |          |          |          | 1        |          |          |          |          |          |          |          |          |          |          |          |          |          |          |          |          |        |
| Leo Gullotta         |          |          |          |          |          |          |          |          |          |          |          |          |          |          |          |          |          |          |          |          | 1        |          |          |          |          |          |          |          |          |          |          |          |          |          |          |          |          |        |
| Pino Insegno         |          |          |          |          |          |          |          |          |          |          |          |          |          |          |          |          |          |          |          |          | 1        |          |          |          |          |          |          |          |          |          |          |          |          |          |          |          |          |        |
| Pino Campagna        |          |          |          |          |          |          |          |          |          |          |          |          |          |          |          |          |          |          |          |          | 1        |          |          |          |          |          |          |          |          |          |          |          |          |          |          |          |          |        |
| Loredana Lecciso     |          |          |          |          |          |          |          |          |          |          |          |          |          |          |          |          |          |          |          |          | 1        |          |          |          |          |          |          |          |          |          |          |          |          |          |          |          |          |        |
| Nino Frassica        |          |          |          |          |          |          |          |          |          |          |          |          |          |          |          |          |          |          |          |          | 2        |          |          |          |          |          |          |          |          |          |          |          |          |          |          |          |          |        |
| Nino D'Angelo        |          |          |          |          |          |          |          |          |          |          |          |          |          |          |          |          |          |          |          |          | 1        |          |          |          |          |          |          |          |          |          |          |          |          |          |          |          |          |        |
| Ficarra e Picone     |          |          |          |          |          |          |          |          |          |          |          |          |          |          |          |          |          |          |          |          |          | 18       |          |          |          |          |          |          |          |          |          |          |          |          |          |          |          |        |
| Massimo Lopez        |          |          |          |          |          |          |          |          |          |          |          |          |          |          |          |          |          |          |          |          |          | 1        |          |          |          |          |          |          |          |          |          |          |          |          |          |          |          |        |
| Flavia Vento         |          |          |          |          |          |          |          |          |          |          |          |          |          |          |          |          |          |          |          |          |          | 1        |          |          |          |          |          |          |          |          |          |          |          |          |          |          |          |        |
| Beppe Braida         |          |          |          |          |          |          |          |          |          |          |          |          |          |          |          |          |          |          |          |          |          | 1        |          |          |          |          |          |          |          |          |          |          |          |          |          |          |          |        |
| Gabibbo              |          |          |          |          |          |          |          |          |          |          |          |          |          |          |          |          |          |          |          |          | 2        |          |          |          |          |          |          |          |          |          |          |          |          |          |          |          |          |        |
| Elisabetta Canalis   |          |          |          |          |          |          |          |          |          |          |          |          |          |          |          |          |          |          |          |          | 1        |          |          |          |          |          |          |          |          |          |          |          |          |          |          |          |          |        |
| Maddalena Corvaglia  |          |          |          |          |          |          |          |          |          |          |          |          |          |          |          |          |          |          |          |          | 1        |          |          |          |          |          |          |          |          |          |          |          |          |          |          |          |          |        |
| Virginia Raffaele    |          |          |          |          |          |          |          |          |          |          |          |          |          |          |          |          |          |          |          |          | 1        |          |          |          |          |          |          |          |          |          |          |          |          |          |          |          |          |        |
| Piero Chiambretti    |          |          |          |          |          |          |          |          |          |          |          |          | 3        |          |          |          |          |          |          |          |          |          |          |          |          |          |          |          |          |          |          |          |          |          |          |          |          |        |
| Maurizio Battista    |          |          |          |          |          |          |          |          |          |          |          |          |          |          |          |          |          |          |          |          |          |          |          |          |          |          |          |          |          |          |          |          |          |          |          |          |          | 1      |
| Belén Rodríguez      |          |          |          |          |          |          |          |          |          |          | 2        |          |          |          |          |          |          |          |          |          |          |          |          |          |          |          |          |          |          |          |          |          |          |          |          |          |          |        |
| Mara Venier          |          |          |          |          |          |          |          |          |          |          |          |          |          |          |          |          |          |          |          |          |          |          |          |          |          |          |          |          |          |          |          |          |          |          |          |          |          | 1      |
| Christian De Sica    |          |          |          |          |          |          |          |          |          |          |          |          |          |          |          |          |          |          |          |          |          |          |          |          |          |          |          |          |          |          |          |          |          |          |          |          |          | 1      |
| Luca e Paolo         |          |          |          |          |          |          |          |          |          |          |          |          |          |          |          |          |          |          |          |          |          |          |          |          |          |          |          |          |          |          |          |          |          |          |          |          |          | 1      |
| Francesca Manzini    |          |          |          |          |          |          |          |          |          |          |          |          |          |          |          |          |          |          |          |          |          |          |          |          |          |          |          |          |          |          |          |          |          |          |          |          |          | 6      |
| Cristiano Militello  |          |          |          |          |          |          |          |          |          |          |          |          |          |          |          |          |          |          |          |          |          |          |          |          |          |          |          |          |          |          |          |          |          |          |          |          |          | 1      |
| Sergio Friscia       |          |          |          |          |          | 5        |          |          |          |          |          |          |          |          |          |          |          |          |          |          |          |          |          |          |          |          |          |          |          |          |          |          |          |          |          |          |          |        |
| Alessandro Siani     |          |          |          |          |          |          |          |          |          |          |          |          |          |          |          |          |          |          |          |          |          |          |          |          |          |          |          |          |          |          |          |          |          |          |          |          |          | 3      |
| Vanessa Incontrada   |          |          |          |          |          |          |          |          |          |          |          |          |          |          |          |          |          |          |          |          |          |          |          |          |          |          |          |          |          |          |          |          |          |          |          |          |          | 3      |
| Roberto Lipari       |          |          |          |          | 4        |          |          |          |          |          |          |          |          |          |          |          |          |          |          |          |          |          |          |          |          |          |          |          |          |          |          |          |          |          |          |          |          |        |
| Diletta Leotta       |          |          |          |          | 1        |          |          |          |          |          |          |          |          |          |          |          |          |          |          |          |          |          |          |          |          |          |          |          |          |          |          |          |          |          |          |          |          |        |
| Silvia Toffanin      |          |          |          |          | 1        |          |          |          |          |          |          |          |          |          |          |          |          |          |          |          |          |          |          |          |          |          |          |          |          |          |          |          |          |          |          |          |          |        |
| Valeria Graci        |          |          |          |          | 1        |          |          |          |          |          |          |          |          |          |          |          |          |          |          |          |          |          |          |          |          |          |          |          |          |          |          |          |          |          |          |          |          |        |
| Lorella Cuccarini    |          |          |          |          | 1        |          |          |          |          |          |          |          |          |          |          |          |          |          |          |          |          |          |          |          |          |          |          |          |          |          |          |          |          |          |          |          |          |        |
| Luca Argentero       |          |          |          |          | 1        |          |          |          |          |          |          |          |          |          |          |          |          |          |          |          |          |          |          |          |          |          |          |          |          |          |          |          |          |          |          |          |          |        |
| Zlatan Ibrahimović   |          |          |          |          | 1        |          |          |          |          |          |          |          |          |          |          |          |          |          |          |          |          |          |          |          |          |          |          |          |          |          |          |          |          |          |          |          |          |        |
| Enrico Beruschi      |          |          |          |          | 1        |          |          |          |          |          |          |          |          |          |          |          |          |          |          |          |          |          |          |          |          |          |          |          |          |          |          |          |          |          |          |          |          |        |

### Veline e Velini
| Velina/o                     | Edizione | Edizione | Edizione | Edizione | Edizione | Edizione | Edizione | Edizione | Edizione | Edizione | Edizione | Edizione | Edizione | Edizione | Edizione | Edizione | Edizione | Edizione | Edizione | Edizione | Edizione | Edizione | Edizione | Edizione | Edizione | Edizione | Edizione | Edizione | Edizione | Edizione | Edizione | Edizione | Edizione | Edizione | Edizione | Edizione | Edizione | Totale |
| Velina/o                     | 1ª       | 2ª       | 3ª       | 4ª       | 5ª       | 6ª       | 7ª       | 8ª       | 9ª       | 10ª      | 11ª      | 12ª      | 13ª      | 14ª      | 15ª      | 16ª      | 17ª      | 18ª      | 19ª      | 20ª      | 21ª      | 22ª      | 23ª      | 24ª      | 25ª      | 26ª      | 27ª      | 28ª      | 29ª      | 30ª      | 31ª      | 32ª      | 33ª      | 34ª      | 35ª      | 36ª      | 37ª      | Totale |
| ---------------------------- | -------- | -------- | -------- | -------- | -------- | -------- | -------- | -------- | -------- | -------- | -------- | -------- | -------- | -------- | -------- | -------- | -------- | -------- | -------- | -------- | -------- | -------- | -------- | -------- | -------- | -------- | -------- | -------- | -------- | -------- | -------- | -------- | -------- | -------- | -------- | -------- | -------- | ------ |
| Stefania Dall'Olio           |          |          |          |          |          |          |          |          |          |          |          |          |          |          |          |          |          |          |          |          |          |          |          |          |          |          |          |          |          |          |          |          |          |          |          |          |          | 1      |
| Micaela Verdiani             |          |          |          |          |          |          |          |          |          |          |          |          |          |          |          |          |          |          |          |          |          |          |          |          |          |          |          |          |          |          |          |          |          |          |          |          |          | 1      |
| Cristina Prevosti            |          |          |          |          |          |          |          |          |          |          |          |          |          |          |          |          |          |          |          |          |          |          |          |          |          |          |          |          |          |          |          |          |          |          |          |          |          | 1      |
| Eliette Mariangelo           |          |          |          |          |          |          |          |          |          |          |          |          |          |          |          |          |          |          |          |          |          |          |          |          |          |          |          |          |          |          |          |          |          |          |          |          |          | 1      |
| Jordy Gordon                 |          |          |          |          |          |          |          |          |          |          |          |          |          |          |          |          |          |          |          |          |          |          |          |          |          |          |          |          |          |          |          |          |          |          |          |          |          | 1      |
| Indra Smith                  |          |          |          |          |          |          |          |          |          |          |          |          |          |          |          |          |          |          |          |          |          |          |          |          |          |          |          |          |          |          |          |          |          |          |          |          |          | 1      |
| Terry Sessa                  |          |          |          |          |          |          |          |          |          |          |          |          |          |          |          |          |          |          |          |          |          |          |          |          |          |          |          |          |          |          |          |          |          |          |          |          | 4        |        |
| Simonetta Pravettoni         |          |          |          |          | 3        |          |          |          |          |          |          |          |          |          |          |          |          |          |          |          |          |          |          |          |          |          |          |          |          |          |          |          |          |          |          |          |          |        |
| Monica Spreafico             |          |          |          |          |          |          |          |          |          |          |          |          |          |          |          |          |          |          |          |          |          |          |          |          |          |          |          |          |          |          |          |          |          |          |          |          |          | 1      |
| Annalisa Gambi               |          |          |          |          |          |          |          |          |          |          |          |          |          |          |          |          |          |          |          |          |          |          |          |          |          |          |          |          |          |          |          |          |          |          |          |          |          | 1      |
| Laura Paternoster            |          |          |          |          |          |          |          |          |          |          |          |          |          |          |          |          |          |          |          |          |          |          |          |          |          |          |          |          |          |          |          |          |          |          |          |          |          | 1      |
| Ana Laura Ribas              |          |          |          |          |          |          |          |          |          |          |          |          |          |          |          |          |          |          |          |          |          |          |          |          |          |          |          |          |          |          |          |          |          |          |          |          |          | 1      |
| Cecilia Belli                |          |          |          |          |          |          |          |          |          |          |          |          |          |          |          |          |          |          |          |          |          |          |          |          |          |          |          |          |          |          |          |          |          |          |          |          |          | 2      |
| Edo Soldo                    |          |          |          |          |          |          |          |          |          |          |          |          |          |          |          |          |          |          |          |          |          |          |          |          |          |          |          |          |          |          |          |          |          |          |          |          |          | 2      |
| Laura Valci                  |          |          |          |          |          |          |          |          |          |          |          |          |          |          |          |          |          |          |          |          |          |          |          |          |          |          |          |          |          |          |          |          |          |          |          |          |          | 2      |
| Fanny Cadeo                  |          |          |          |          |          |          |          |          |          |          |          |          |          |          |          |          |          |          |          |          |          |          |          |          |          |          |          |          |          |          |          |          |          |          |          |          |          | 2      |
| Laura Freddi                 |          |          |          |          |          |          |          |          |          |          |          |          |          |          |          |          |          |          |          |          |          |          |          |          |          |          |          |          |          |          |          |          |          |          |          |          |          | 1      |
| Miriana Trevisan             |          |          |          |          |          |          |          |          |          |          |          |          |          |          |          |          |          |          |          |          |          |          |          |          |          |          |          |          |          |          |          |          |          |          |          |          |          | 1      |
| Cristina Quaranta            |          |          |          |          |          |          |          |          |          |          |          |          |          |          |          |          |          |          |          |          |          |          |          |          |          |          |          |          |          |          |          |          |          |          |          |          |          | 1      |
| Alessia Merz                 |          |          |          |          |          |          |          |          |          |          |          |          |          |          |          |          |          |          |          |          |          |          |          |          |          |          |          |          |          |          |          |          |          |          |          |          |          | 1      |
| Marina Graziani              |          |          |          |          |          |          |          |          |          |          |          |          |          |          |          |          |          |          |          |          |          |          |          |          |          |          |          |          |          |          |          |          |          |          |          |          |          | 3      |
| Roberta Lanfranchi           |          |          |          | 2        |          |          |          |          |          |          |          |          |          |          |          |          |          |          |          |          |          |          |          |          |          |          |          |          |          |          |          |          |          |          |          |          |          |        |
| Alessia Mancini              |          |          |          |          |          |          |          |          |          |          |          |          |          |          |          |          |          |          |          |          |          |          |          |          |          |          |          |          |          |          |          |          |          |          |          |          |          | 1      |
| Maddalena Corvaglia          |          |          |          |          |          |          |          |          |          |          |          |          |          |          |          |          |          |          |          |          |          |          |          |          |          |          |          |          |          |          |          |          |          |          |          |          |          | 3      |
| Elisabetta Canalis           |          |          |          |          |          |          |          |          |          |          |          |          |          |          |          |          |          |          |          |          |          |          |          |          |          |          |          |          |          |          |          |          |          |          |          |          |          | 3      |
| Elena Barolo                 |          |          |          |          |          |          |          |          |          |          |          |          |          |          |          |          |          |          |          |          |          |          |          |          |          |          |          |          |          |          |          |          |          |          |          |          |          | 2      |
| Giorgia Palmas               |          |          |          |          |          |          |          |          |          |          |          |          |          |          |          |          |          |          |          |          |          |          |          |          |          |          |          |          |          |          |          |          |          |          |          |          |          | 2      |
| Luca Maria Todini            |          |          |          |          |          |          |          |          |          |          |          |          |          |          |          |          | 1        |          |          |          |          |          |          |          |          |          |          |          |          |          |          |          |          |          |          |          |          |        |
| Giulia Olivetti              |          |          |          |          |          |          |          |          |          |          |          |          |          |          |          |          | 1        |          |          |          |          |          |          |          |          |          |          |          |          |          |          |          |          |          |          |          |          |        |
| Vera Atyushkina              |          |          |          |          |          |          |          |          |          |          |          |          |          |          |          |          | 1        |          |          |          |          |          |          |          |          |          |          |          |          |          |          |          |          |          |          |          |          |        |
| Lucia Galeone                |          |          |          |          |          |          |          |          |          |          |          |          |          |          |          |          | 1        |          |          |          |          |          |          |          |          |          |          |          |          |          |          |          |          |          |          |          |          |        |
| Loredana Lecciso             |          |          |          |          |          |          |          |          |          |          |          |          |          |          |          |          | 1        |          |          |          |          |          |          |          |          |          |          |          |          |          |          |          |          |          |          |          |          |        |
| Raffaella Lecciso            |          |          |          |          |          |          |          |          |          |          |          |          |          |          |          |          | 1        |          |          |          |          |          |          |          |          |          |          |          |          |          |          |          |          |          |          |          |          |        |
| Emanuela Aurizi              |          |          |          |          |          |          |          |          |          |          |          |          |          |          |          |          | 1        |          |          |          |          |          |          |          |          |          |          |          |          |          |          |          |          |          |          |          |          |        |
| Thais Souza Wiggers          |          |          |          |          |          |          |          |          |          |          |          |          |          |          |          |          |          |          |          |          |          |          |          |          |          |          |          |          |          |          |          |          |          |          |          |          |          | 3      |
| Melissa Satta                |          |          |          |          |          |          |          |          |          |          |          |          |          |          |          |          |          |          |          |          |          |          |          |          |          |          |          |          |          |          |          |          |          |          |          |          |          | 3      |
| Veridiana Mallmann           |          |          |          |          |          |          |          |          |          |          |          |          |          |          |          |          |          |          |          |          | 1        |          |          |          |          |          |          |          |          |          |          |          |          |          |          |          |          |        |
| Costanza Caracciolo          |          |          |          |          |          |          |          |          |          |          |          |          |          |          |          |          |          |          |          |          |          |          |          |          |          |          |          |          |          |          |          |          |          |          |          |          |          | 4      |
| Federica Nargi               |          |          |          |          |          |          |          |          |          |          |          |          |          |          |          |          |          |          |          |          |          |          |          |          |          |          |          |          |          |          |          |          |          |          |          |          |          | 4      |
| Giulia Calcaterra            |          |          |          |          |          |          |          |          |          |          |          |          |          |          |          |          |          |          |          |          |          |          |          |          |          |          |          |          |          |          |          |          |          |          |          |          |          | 1      |
| Alessia Reato                |          |          |          |          |          |          |          |          |          |          |          |          |          |          |          |          |          |          |          |          |          |          |          |          |          |          |          |          |          |          |          |          |          |          |          |          |          | 1      |
| Elia Fongaro                 |          |          |          |          |          |          |          |          |          |          |          |          |          |          |          |          |          |          |          |          |          |          |          |          |          |          |          |          |          |          |          |          |          |          |          |          |          | 2      |
| Pierpaolo Pretelli           |          |          |          |          |          |          |          |          |          |          |          |          |          |          |          |          |          |          |          |          |          |          |          |          |          |          |          |          |          |          |          |          |          |          |          |          |          | 2      |
| Irene Cioni                  |          |          |          |          |          |          |          |          |          |          |          |          | 4        |          |          |          |          |          |          |          |          |          |          |          |          |          |          |          |          |          |          |          |          |          |          |          |          |        |
| Ludovica Frasca              |          |          |          |          |          |          |          |          |          |          |          |          | 4        |          |          |          |          |          |          |          |          |          |          |          |          |          |          |          |          |          |          |          |          |          |          |          |          |        |
| Mikaela Neaze Silva          |          |          |          |          |          |          |          |          |          |          |          |          |          |          |          |          |          |          |          |          |          |          |          |          |          |          |          |          |          |          |          |          |          |          |          |          |          | 5      |
| Shaila Gatta                 |          |          |          |          |          |          |          |          |          |          |          |          |          |          |          |          |          |          |          |          |          |          |          |          |          |          |          |          |          |          |          |          |          |          |          |          |          | 5      |
| Talisa Jade Ravagnani        |          |          |          |          |          |          |          |          |          |          |          |          |          |          |          |          |          |          |          |          |          |          |          |          |          |          |          |          |          |          |          |          |          |          |          |          |          | 1      |
| Giulia Pelagatti             |          |          |          |          |          |          |          |          |          |          |          |          |          |          |          |          |          |          |          |          |          |          |          |          |          |          |          |          |          |          |          |          |          |          |          |          |          | 1      |
| Anastasia Ronca              |          |          |          |          |          |          |          |          |          |          |          |          |          |          |          |          |          |          |          |          |          |          |          |          |          |          |          |          |          |          |          |          |          |          |          |          |          | 3      |
| Cosmary Fasanelli            |          |          |          | 2        |          |          |          |          |          |          |          |          |          |          |          |          |          |          |          |          |          |          |          |          |          |          |          |          |          |          |          |          |          |          |          |          |          |        |
| Valentina Corradi            |          |          |          | 1        |          |          |          |          |          |          |          |          |          |          |          |          |          |          |          |          |          |          |          |          |          |          |          |          |          |          |          |          |          |          |          |          |          |        |
| Marcia Thereza Araujo Barros |          |          |          | 1        |          |          |          |          |          |          |          |          |          |          |          |          |          |          |          |          |          |          |          |          |          |          |          |          |          |          |          |          |          |          |          |          |          |        |
| Beatrice Coari               |          |          |          | 1        |          |          |          |          |          |          |          |          |          |          |          |          |          |          |          |          |          |          |          |          |          |          |          |          |          |          |          |          |          |          |          |          |          |        |
| Gianluca Briganti            |          |          |          | 1        |          |          |          |          |          |          |          |          |          |          |          |          |          |          |          |          |          |          |          |          |          |          |          |          |          |          |          |          |          |          |          |          |          |        |
| Nausica Marasca              |          |          |          | 1        |          |          |          |          |          |          |          |          |          |          |          |          |          |          |          |          |          |          |          |          |          |          |          |          |          |          |          |          |          |          |          |          |          |        |

Storia

Le veline Elisabetta Canalis e Maddalena Corvaglia

Per sottolineare il fatto che il programma debba essere considerato come un varietà e non come un programma d'informazione, vi partecipano, fin dalla prima edizione del 1988, alcune ragazze denominate veline per via dei fogli che portavano inizialmente ai conduttori durante il programma, in gergo chiamati appunto veline. Nella prima edizione le veline erano quattro e portavano le notizie ai presentatori. Nelle edizioni successive le veline diventano due e fungono anche da ballerine all'inizio e alla fine del programma. Sono state usate ragazze dalle forme generose, che riprendevano l'immagine delle ragazze fast food di Drive In ed arrivavano in studio con pattini o con lo skateboard. Nei primissimi anni novanta comparvero anche le infermiere Angela Cavagna e Sonia Grey.
Da metà anni novanta si è passato a ragazze più giovani, una mora e l'altra bionda, con forme decisamente meno procaci e un abbigliamento meno scollato, a suggerire un'immagine più innocente e giovane, ed il cui ruolo è unicamente quello di ballerine ad inizio puntata e nella sigla finale, senza più portare i fogli con le notizie. Queste ragazze erano state inizialmente selezionate tra le partecipanti di Non è la Rai, che in quegli anni era appena terminato, e le prime veline di questo nuovo ciclo furono Miriana Trevisan e Laura Freddi. Dalla stagione 1991-1992 alla stagione 1993-1994 ha partecipato al programma anche il "velinone" Edo Soldo, già presente con un ruolo simile nel programma Drive in. Edo Soldo è in seguito tornato a Striscia in maniera molto sporadica, di solito nel periodo natalizio, per promuovere il suo calendario benefico. Nella stagione 2003-2004 ha partecipato al programma un altro "velino": Luca Maria Todini.
Nelle prime settimane della stagione 2013-2014 la coppia di veline viene sostituita per la prima volta nella storia del programma da due velini maschi, a torso nudo: il biondo Elia Fongaro e il moro Pierpaolo Pretelli. Successivamente i due velini affiancheranno spesso le tradizionali veline. Dalla stagione 2017-2018 fino a quella 2020-2021 le veline sono state Shaila Gatta e Mikaela Neaze Silva, ad oggi le più longeve di sempre nel loro ruolo. Nella stagione 2021-2022 le veline sono state Giulia Pelagatti e Talisa Jade Ravagnani, entrambe ex ballerine di Amici, mentre nelle stagioni 2022-2023 e 2023-2024 sono state Cosmary Fasanelli e Anastasia Ronca. Dalla stagione 2024-2025 le veline sono Beatrice Coari con il ritorno di un velino uomo, ruolo affidato a Gianluca Briganti fino al 7 gennaio 2025.

### Gabibbo
Il Gabibbo è un pupazzo rosso che parla in dialetto genovese e che da sempre anima le sigle di Striscia la notizia, cantate in coda al programma. Il Gabibbo è animato, dalla stagione 2017-2018, da Rocco Gaudimonte, il quale sostituisce Gero Caldarelli, animatore del Gabibbo dal 1990 al 2017 (anno della sua scomparsa). Fin dal 1990 il doppiatore del Gabibbo è invece l'autore di Striscia Lorenzo Beccati. Il personaggio è nato come provocatore (iniziava ogni discorso dicendo Ti spacco la faccia!), ma nel corso degli anni si è trasformato in difensore dei cittadini. Esordisce nel programma il 1º ottobre 1990, dove viene rappresentato come inviato incaricato di raccogliere informazioni sulle situazioni ingiuste o scandalose denunciate dai telespettatori del programma. Il servizio per le segnalazioni di Striscia la notizia infatti ha acquisito il nome S.O.S. Gabibbo. È con riferimento a questa attività di giustiziere che spesso viene nominato come "il vendicatore rosso".

### Inviati e collaboratori
Al programma collaborano molti inviati. I primi furono il Gabibbo e Stefano Salvi, detto il "Vice-Gabibbo". Alla squadra poi si sono uniti Valerio Staffelli in qualità di "tapiroforo", Jimmy Ghione per le inchieste e Dario Ballantini come inviato negli eventi del mondo dello spettacolo, travestito e truccato come personaggi famosi. Col passare del tempo sono stati ingaggiati sempre più inviati, alcuni dei quali sono stati assegnati a delle regioni di competenza (ad esempio Cristian Cocco per la Sardegna, Sasà Salvaggio e poi Stefania Petyx per la Sicilia, Max Laudadio per il Nord-Ovest e in particolare per la Lombardia, Moreno Morello per il Nord-Est e specialmente per il Veneto oltre che per le truffe in tutta l'Italia, Luca Abete per la Campania); altri celebri inviati attivi per lungo tempo sono stati Luca Cassol, Marco Della Noce e Fabrizio Fontana, susseguitisi nel ruolo di Capitan Ventosa per risolvere soprattutto ingiustizie di vario genere e casi di apparecchi malfunzionanti a causa di disturbi elettromagnetici, ed Edoardo Stoppa, il quale si è occupato delle segnalazioni riguardanti il maltrattamento di animali.

#### Cast attuale
- Gabibbo - inviato in materia di sprechi e ingiustizie (dal 1990)
- Valerio Staffelli - consegnatore del "Tapiro d'oro" e inviato in materia di ingiustizie e truffe (dal 1996)
- Jimmy Ghione - inviato nel Lazio ma anche in tutto il resto dell'Italia in materia di inchieste e, per un breve periodo nel 2020, in materia di tematiche legate al mondo degli animali (dal 1998)
- Antonio Casanova - inviato "magico" e occasionalmente in materia di sprechi e ingiustizie (dal 1999)
- Cristian Cocco - inviato in Sardegna (2000-2018, dal 2025)
- Max Laudadio - inviato nel Nord-Ovest e soprattutto in Lombardia (dal 2003)
- Moreno Morello - inviato nel Nord-Est e soprattutto in Veneto ma anche in tutto il resto dell'Italia in materia di truffe (dal 2003)
- Dario Ballantini - imitatore di Valentino, Nanni Moretti, Valentino Rossi, Vasco Rossi, Luca Cordero di Montezemolo, Gianni Morandi, Papa Francesco, Paola Borboni, Angela Merkel, Ignazio La Russa, Roberto Maroni, Angelino Alfano, Susanna Camusso, Matteo Salvini, Michela Vittoria Brambilla, Annamaria Cancellieri, Enrico Letta, Matteo Renzi, Paolo Gentiloni, Ignazio Marino, Donald Trump, Giuseppe Conte, Roberto Speranza, Roberto Cingolani e Luciana Lamorgese (dal 2004)
- Stefania Petyx e il bassotto - inviati in Sicilia (dal 2004)
- Cristiano Militello - inviato che cura le rubriche Striscia lo striscione e Striscia il cartellone (dal 2004)
- Luca Abete - inviato in Campania (dal 2005)
- Vittorio Brumotti - inviato in materia di sprechi, ingiustizie e tematiche sociali (dal 2008)
- Sergio Friscia - imitatore di Beppe Grillo (dal 2011)
- Davide Rampello - inviato che cura la rubrica Paesi, paesaggi..., chiamata Paesi e paesaggi fino al 2017 (dal 2013)
- Fabrizio Fontana (terzo Capitan Ventosa) - inviato in materia di inquinamento ambientale, acustico ed elettromagnetico e in materia di fantarcheologia[69] (dal 2014)
- Riccardo Trombetta - inviato in materia di ingiustizie e truffe in ambito economico-finanziario (dal 2015)
- Rajae Bezzaz - inviata in materia di immigrazione e integrazione (dal 2015)
- Chiara Squaglia - inviata in Toscana (dal 2015)
- Marco Camisani Calzolari (in arte "MCC") - esperto del mondo digitale[70] (dal 2017)
- Francesca Manzini - imitatrice di Mara Venier e Ilary Blasi (dal 2019)
- Paolo Marchi - curatore della rubrica Capolavori italiani in cucina, che dal 2023 ha preso il nome di Capolavori del mondo in cucina[71] (dal 2019)
- Giuseppe Longinotti - comico soprannominato "l'ispettore politicamente corretto"[72] e "il senatore Longinotti"[73] (dal 2020)
- Nando Timoteo - comico che indossa i panni di un finto giornalista (dal 2021)[41][42]
- Enrico Lucci - inviato che si occupa di intervistare i politici e i vip in generale (dal 2022)
- Michele Macrì - inviato in Calabria (dal 2024)
- Fabio Caressa e sua figlia Eleonora - curatori della rubrica L'oscar dei Caressas (dal 2024)
- Roberto Da Crema - curatore della rubrica Robe dell'altro mondo (dal 2024)

#### Cast del passato
- Sonia Grey - attrice nel ruolo di sexy infermiera (1990-1991)
- Angela Cavagna - attrice nei ruoli di sexy infermiera, Angela vendicatrice e Angela consolatrice (1992-1993)
- Stefano Salvi - il "Vice-Gabibbo", (1993-2001)
- Enzo Braschi - imitatore di Rosy Bindi e Mariotto Segni (1993-1994)
- Maurizio Ferrini - comico nei panni de "l'ultimo comunista" (1993-1994)
- Giorgio Bracardi - comico nei panni di Lucio Smentisco, fittizio portavoce di Silvio Berlusconi (1994-1995)
- Matteo Troiano - comico nei panni del Maestro Pavarotto (anni '90)
- Emilio Solfrizzi - comico nei panni di Lino Linguetta, finto giornalista e direttore de La faccia del Sud (1995-1996)
- Fabio & Mingo - inviati in Puglia (1997-2015)
- Andrea Pamparana - curatore della rubrica L'indignato speciale (1997)
- Sasà Salvaggio - inviato in Sicilia (1999-2005, 2020)
- Andrea Agresti - inviato (1999-2003)
- Luca Cassol - primo Capitan Ventosa (2002-2013)
- Nando Paone - comico (2002-2005)
- Alvaro Vitali - imitatore di Jean Todt (2004-2005)
- Patrick Ray Pugliese - consegnatore del "Gongolo di platino" (2004-2008)
- Giampaolo Fabrizio - imitatore di Bruno Vespa (2005-2024)
- Marco Mazzoli, Fabio Alisei e Paolo Noise - inviati comici (2005-2006)
- Felice Centofanti - inviato specializzato in servizi a sfondo calcistico (2005-2009)
- Edoardo Stoppa - inviato in materia di segnalazioni di maltrattamenti di animali[74] (2008-2019)
- Cristina Gabetti - curatrice della rubrica Occhio al futuro, in passato denominata Occhio allo spreco (2008-2021)
- Charlie Gnocchi (in arte "Mister Neuro") - inviato in materia di sprechi e ingiustizie (2008-2019)
- Luca Galtieri - inviato anti-spreco alimentare e curatore di servizi riguardanti disservizi, disagi, problematiche e ingiustizie della vita quotidiana (2010-2024)
- Marco Della Noce - secondo Capitan Ventosa (2013-2014)
- Valeria Graci - comica nei panni di Peppia Pig (parodia di Peppa Pig), di Mariuolo ("fratello in nero" di Luigi Di Maio), della mamma di Virginia Raggi, di Mancia e Orso (parodia di Masha e Orso) e di Puffetta Leotta ("sorella piccola" di Diletta Leotta), imitatrice di Barbara D'Urso, Federica Panicucci, Greta Thunberg, Rita Pavone, Paola De Micheli, Jole Santelli e Ursula von der Leyen (2014-2023)
- Luca Sardella - curatore della rubrica Speranza verde (2015-2024)
- Alessio Giannone (in arte "Pinuccio") - inviato in Abruzzo, Molise, Puglia e Basilicata (2015-2025)
- Giancarlo Macorano (in arte "Eugenio il genio") - inviato (2015-2018)
- Eric Barbizzi - curatore della rubrica Ambiente Ciovani[75] (2018-2020)
- Philippe Daverio - curatore della rubrica MUAGG-Il museo aggratis (2019-2020)
- Erica Cunsolo (in arte "Erica Senza K") - inviata in Calabria (2019-2020)
- Roberto Lipari - inviato principalmente in Sicilia e in particolare a Palermo)[76]
- Leonardo Tiralongo - curatore della rubrica Ambiente Ciovani[77] (2019-2023)
- Gabriele Scola - curatore della rubrica Ambiente Ciovani[78] (2019-2023)
- Serena Mauri - curatrice della rubrica Ambiente Ciovani[40] (2020-2023)
- Silvia Mauri - curatrice della rubrica Ambiente Ciovani[40] (2020-2023)
- Giulietta Salmeri - curatrice della rubrica Ambiente Ciovani[40] (2020-2023)
- Andrea Rivera - inviato "citofonico" (2020-2023)
- Angelica Massera - comica nei panni di "Super Cazzolina" (deepfake di Lucia Azzolina) e curatrice di spazi legati alle mamme e alla scuola[40] (2020-2023)
- I Sansoni - comici (2022-2023)

### I cani
Nel 1993 a Striscia compare per la prima volta un cane, chiamato Generale Canino, come l'allora Capo di Stato Maggiore dell'Esercito Goffredo Canino, che era di proprietà della velina Cecilia Belli. Nel 1994 nel programma è presente un altro cane, di nome Emilio Fido, storpiatura del nome del giornalista Emilio Fede, per sottolineare la condotta fedele di Fede nei confronti di Silvio Berlusconi. Dal 2005, in concomitanza delle conduzioni di Michelle Hunziker e, fino al 2020, di Ficarra e Picone, Striscia adotta e fa comparire nel programma uno o più cani diversi ogni anno. Storica presenza canina era anche quella di Willy, il cane del conduttore Enzo Iacchetti, che compariva mentre il suo padrone, in coppia con Ezio Greggio, conduceva il programma. Dal 2013 Iacchetti possiede un altro cane, che si chiama Lucino, che come il predecessore Willy compare quando Iacchetti sta conducendo il programma. In totale, dal 1993 ad oggi, sono comparsi sul bancone di Striscia 38 cani, diventati un elemento caratteristico del programma.

## Edizioni
| Edizione | Anno      | Rete televisiva | Periodo           | Periodo          | Puntate | Conduzione   | Conduzione     | Conduzione         | Conduzione           | Conduzione           | Conduzione          | Conduzione           | Conduzione          | Conduzione           | Conduzione          | Conduzione          | Regia            | Studio                                                         |
| Edizione | Anno      | Rete televisiva | Inizio            | Fine             | Puntate | Conduzione   | Conduzione     | Conduzione         | Conduzione           | Conduzione           | Conduzione          | Conduzione           | Conduzione          | Conduzione           | Conduzione          | Conduzione          | Regia            | Studio                                                         |
| -------- | --------- | --------------- | ----------------- | ---------------- | ------- | ------------ | -------------- | ------------------ | -------------------- | -------------------- | ------------------- | -------------------- | ------------------- | -------------------- | ------------------- | ------------------- | ---------------- | -------------------------------------------------------------- |
| 1ª       | 1988      | Italia 1        | 7 novembre 1988   | 16 dicembre 1988 | 30      | Ezio Greggio | Ezio Greggio   | Ezio Greggio       | Gianfranco D'Angelo  | Gianfranco D'Angelo  | Gianfranco D'Angelo | Gianfranco D'Angelo  | Gianfranco D'Angelo | Gianfranco D'Angelo  | Gianfranco D'Angelo | Gianfranco D'Angelo | Beppe Recchia    | Studio One della Bravo Productions-via Mambretti 9/13, Milano  |
| 2ª       | 1989-1990 | Canale 5        | 11 dicembre 1989  | 30 giugno 1990   | 173     | Ezio Greggio | Ezio Greggio   | Ezio Greggio       | Raffaele Pisu        | Raffaele Pisu        | Raffaele Pisu       | Raffaele Pisu        | Raffaele Pisu       | Raffaele Pisu        | Raffaele Pisu       | Raffaele Pisu       | Rinaldo Gaspari  | Studio 2 del Palazzo dei Cigni                                 |
| 3ª       | 1990-1991 | Canale 5        | 1º ottobre 1990   | 29 giugno 1991   | 233     | Ezio Greggio | Ezio Greggio   | Ezio Greggio       | Raffaele Pisu        | Raffaele Pisu        | Raffaele Pisu       | Raffaele Pisu        | Raffaele Pisu       | Raffaele Pisu        | Raffaele Pisu       | Raffaele Pisu       | Sergio Attardo   | Studio 2 del Palazzo dei Cigni                                 |
| 4ª       | 1991-1992 | Canale 5        | 30 settembre 1991 | 27 giugno 1992   | 233     | Non presente | Sergio Vastano | Signora Coriandoli | Giorgio Faletti      | Giorgio Faletti      | Lando Buzzanca      | Gino Bartali         | Teo Teocoli         | Claudio Bisio        | Gianni Fantoni      | Gianni Fantoni      | Silvia Arzuffi   | Studio 2 del Palazzo dei Cigni                                 |
| 5ª       | 1992-1993 | Canale 5        | 28 settembre 1992 | 19 giugno 1993   | 227     | Ezio Greggio | Sergio Vastano | Signora Coriandoli | Ric                  | Ric                  | Non presenti        | Non presenti         | Non presenti        | Non presenti         | Non presenti        | Non presenti        | Riccardo Recchia | Studio 2 del Palazzo dei Cigni                                 |
| 6ª       | 1993-1994 | Canale 5        | 27 settembre 1993 | 18 giugno 1994   | 227     | Ezio Greggio | Sergio Vastano | Signora Coriandoli | Ric                  | Ric                  | Alba Parietti       | Gino Bartali         | Gino Bartali        | Gino Bartali         | Gino Bartali        | Gino Bartali        | Riccardo Recchia | Studio 2 del Palazzo dei Cigni                                 |
| 7ª       | 1994-1995 | Canale 5        | 26 settembre 1994 | 17 giugno 1995   | 227     | Ezio Greggio | Enzo Iacchetti | Lello Arena        | Mauro Iacchetti      | Mauro Iacchetti      | Mauro Iacchetti     | Mauro Iacchetti      | Mauro Iacchetti     | Mauro Iacchetti      | Mauro Iacchetti     | Mauro Iacchetti     | Riccardo Recchia | Studio 2 del Palazzo dei Cigni                                 |
| 8ª       | 1995-1996 | Canale 5        | 25 settembre 1995 | 15 giugno 1996   | 227     | Ezio Greggio | Enzo Iacchetti | Lello Arena        | Non presenti         | Non presenti         | Non presenti        | Non presenti         | Non presenti        | Non presenti         | Non presenti        | Non presenti        | Riccardo Recchia | Studio 2 del Palazzo dei Cigni                                 |
| 9ª       | 1996-1997 | Canale 5        | 30 settembre 1996 | 14 giugno 1997   | 221     | Ezio Greggio | Enzo Iacchetti | Gerry Scotti       | Gene Gnocchi         | Gene Gnocchi         | Massimo Boldi       | Paolo Villaggio      | Paolo Villaggio     | Paolo Villaggio      | Paolo Villaggio     | Paolo Villaggio     | Roberta Bellini  | Studio 2 del Palazzo dei Cigni                                 |
| 9ª       | 1996-1997 | Canale 5        | 30 settembre 1996 | 14 giugno 1997   | 221     | Ezio Greggio | Enzo Iacchetti | Gerry Scotti       | Gene Gnocchi         | Gene Gnocchi         | Tullio Solenghi     | Franco Oppini        | Franco Oppini       | Franco Oppini        | Franco Oppini       | Franco Oppini       | Roberta Bellini  | Studio 2 del Palazzo dei Cigni                                 |
| 10ª      | 1997-1998 | Canale 5        | 29 settembre 1997 | 30 maggio 1998   | 209     | Ezio Greggio | Enzo Iacchetti | Non presente       | Gene Gnocchi         | Gene Gnocchi         | Tullio Solenghi     | Claudio Lippi        | Claudio Lippi       | Claudio Lippi        | Claudio Lippi       | Claudio Lippi       | Roberta Bellini  | Studio 2 del Palazzo dei Cigni                                 |
| 11ª      | 1998-1999 | Canale 5        | 28 settembre 1998 | 12 giugno 1999   | 221     | Ezio Greggio | Enzo Iacchetti | Gerry Scotti       | Gene Gnocchi         | Gene Gnocchi         | Non presenti        | Non presenti         | Non presenti        | Non presenti         | Non presenti        | Non presenti        | Roberta Bellini  | Studio 2 del Palazzo dei Cigni                                 |
| 12ª      | 1999-2000 | Canale 5        | 27 settembre 1999 | 10 giugno 2000   | 221     | Ezio Greggio | Enzo Iacchetti | Paolo Bonolis      | Paolo Bonolis        | Paolo Bonolis        | Luca Laurenti       | Luca Laurenti        | Luca Laurenti       | Luca Laurenti        | Luca Laurenti       | Luca Laurenti       | Roberta Bellini  | Studio 2 del Palazzo dei Cigni                                 |
| 13ª      | 2000-2001 | Canale 5        | 25 settembre 2000 | 9 giugno 2001    | 221     | Ezio Greggio | Enzo Iacchetti | Paolo Bonolis      | Paolo Bonolis        | Paolo Bonolis        | Luca Laurenti       | Luca Laurenti        | Luca Laurenti       | Luca Laurenti        | Luca Laurenti       | Luca Laurenti       | Roberta Bellini  | Studio 2 del Palazzo dei Cigni                                 |
| 14ª      | 2001-2002 | Canale 5        | 24 settembre 2001 | 8 giugno 2002    | 218     | Ezio Greggio | Enzo Iacchetti | Paolo Bonolis      | Paolo Bonolis        | Paolo Bonolis        | Luca Laurenti       | Luca Laurenti        | Luca Laurenti       | Luca Laurenti        | Luca Laurenti       | Luca Laurenti       | Roberta Bellini  | Studio 2 del Palazzo dei Cigni                                 |
| 15ª      | 2002-2003 | Canale 5        | 23 settembre 2002 | 7 giugno 2003    | 221     | Ezio Greggio | Enzo Iacchetti | Paolo Bonolis      | Paolo Bonolis        | Paolo Bonolis        | Luca Laurenti       | Luca Laurenti        | Luca Laurenti       | Luca Laurenti        | Luca Laurenti       | Luca Laurenti       | Roberta Bellini  | Studio 2 del Palazzo dei Cigni                                 |
| 16ª      | 2003-2004 | Canale 5        | 22 settembre 2003 | 5 giugno 2004    | 220     | Ezio Greggio | Enzo Iacchetti | Anna Maria Barbera | Alessandro Benvenuti | Alessandro Benvenuti | Luca Laurenti       | Luca Laurenti        | Luca Laurenti       | Luca Laurenti        | Luca Laurenti       | Luca Laurenti       | Roberta Bellini  | Studio 2 del Palazzo dei Cigni                                 |
| 16ª      | 2003-2004 | Canale 5        | 22 settembre 2003 | 5 giugno 2004    | 220     | Ezio Greggio | Enzo Iacchetti | Anna Maria Barbera | Sasà Salvaggio       |                      | Luca Laurenti       | Luca Laurenti        | Luca Laurenti       | Luca Laurenti        | Luca Laurenti       | Luca Laurenti       | Roberta Bellini  | Studio 2 del Palazzo dei Cigni                                 |
| 17ª      | 2004-2005 | Canale 5        | 27 settembre 2004 | 11 giugno 2005   | 216     | Ezio Greggio | Enzo Iacchetti | Michelle Hunziker  | Emilio Fede          | Maria De Filippi     | Kledi Kadiu         | Garrison Rochelle    | Massimo Ceccherini  | Leonardo Pieraccioni | Giobbe Covatta      | Gerry Scotti        | Giuliano Forni   | Studio 1 del Palazzo dei Cigni                                 |
| 17ª      | 2004-2005 | Canale 5        | 27 settembre 2004 | 11 giugno 2005   | 216     | Ezio Greggio | Enzo Iacchetti | Michelle Hunziker  | Ficarra e Picone     | Ficarra e Picone     | Franco Neri         | Mike Bongiorno       | Zuzzurro e Gaspare  | Dario Ballantini     | Gigi D'Alessio      | Leo Gullotta        | Giuliano Forni   | Studio 1 del Palazzo dei Cigni                                 |
| 17ª      | 2004-2005 | Canale 5        | 27 settembre 2004 | 11 giugno 2005   | 216     | Ezio Greggio | Enzo Iacchetti | Michelle Hunziker  | Ficarra e Picone     | Ficarra e Picone     | Franco Neri         | DJ Francesco         | Pino Insegno        | Pino Campagna        | Loredana Lecciso    | Nino Frassica       | Giuliano Forni   | Studio 1 del Palazzo dei Cigni                                 |
| 17ª      | 2004-2005 | Canale 5        | 27 settembre 2004 | 11 giugno 2005   | 216     | Ezio Greggio | Enzo Iacchetti | Michelle Hunziker  | Ficarra e Picone     | Ficarra e Picone     | Franco Neri         | Nino D'Angelo        | Tullio Solenghi     | Massimo Lopez        | Flavia Vento        | Beppe Braida        | Giuliano Forni   | Studio 1 del Palazzo dei Cigni                                 |
| 17ª      | 2004-2005 | Canale 5        | 27 settembre 2004 | 11 giugno 2005   | 216     | Ezio Greggio | Enzo Iacchetti | Michelle Hunziker  | Ficarra e Picone     | Ficarra e Picone     | Franco Neri         | Gabibbo              | Tullio Solenghi     | Mino Reitano         | Elisabetta Canalis  | Maddalena Corvaglia | Giuliano Forni   | Studio 1 del Palazzo dei Cigni                                 |
| 18ª      | 2005-2006 | Canale 5        | 26 settembre 2005 | 10 giugno 2006   | 224     | Ezio Greggio | Enzo Iacchetti | Michelle Hunziker  | Ficarra e Picone     | Ficarra e Picone     | Franco Neri         | Non presenti         | Non presenti        | Non presenti         | Non presenti        | Non presenti        | Mauro Marinello  | Studio 1 del Palazzo dei Cigni                                 |
| 19ª      | 2006-2007 | Canale 5        | 25 settembre 2006 | 9 giugno 2007    | 222     | Ezio Greggio | Enzo Iacchetti | Michelle Hunziker  | Ficarra e Picone     | Ficarra e Picone     | Gerry Scotti        | Gerry Scotti         | Gerry Scotti        | Gerry Scotti         | Gerry Scotti        | Gerry Scotti        | Mauro Marinello  | Studio 1 del Palazzo dei Cigni                                 |
| 20ª      | 2007-2008 | Canale 5        | 24 settembre 2007 | 7 giugno 2008    | 221     | Ezio Greggio | Enzo Iacchetti | Michelle Hunziker  | Ficarra e Picone     | Ficarra e Picone     | Non presenti        | Non presenti         | Non presenti        | Non presenti         | Non presenti        | Non presenti        | Mauro Marinello  | Studio 1 del Palazzo dei Cigni                                 |
| 21ª      | 2008-2009 | Canale 5        | 22 settembre 2008 | 6 giugno 2009    | 221     | Ezio Greggio | Enzo Iacchetti | Michelle Hunziker  | Ficarra e Picone     | Ficarra e Picone     | Non presenti        | Non presenti         | Non presenti        | Non presenti         | Non presenti        | Non presenti        | Mauro Marinello  | Studio 1 del Palazzo dei Cigni                                 |
| 22ª      | 2009-2010 | Canale 5        | 21 settembre 2009 | 5 giugno 2010    | 222     | Ezio Greggio | Enzo Iacchetti | Michelle Hunziker  | Ficarra e Picone     | Ficarra e Picone     | Non presenti        | Non presenti         | Non presenti        | Non presenti         | Non presenti        | Non presenti        | Mauro Marinello  | Studio 1 del Palazzo dei Cigni                                 |
| 23ª      | 2010-2011 | Canale 5        | 20 settembre 2010 | 4 giugno 2011    | 221     | Ezio Greggio | Enzo Iacchetti | Michelle Hunziker  | Ficarra e Picone     | Ficarra e Picone     | Non presenti        | Non presenti         | Non presenti        | Non presenti         | Non presenti        | Non presenti        | Mauro Marinello  | Studio 1 del Palazzo dei Cigni                                 |
| 24ª      | 2011-2012 | Canale 5        | 26 settembre 2011 | 10 giugno 2012   | 223     | Ezio Greggio | Enzo Iacchetti | Michelle Hunziker  | Ficarra e Picone     | Ficarra e Picone     | Non presenti        | Non presenti         | Non presenti        | Non presenti         | Non presenti        | Non presenti        | Mauro Marinello  | Studio 1 del Palazzo dei Cigni                                 |
| 25ª      | 2012-2013 | Canale 5        | 24 settembre 2012 | 15 giugno 2013   | 227     | Ezio Greggio | Enzo Iacchetti | Michelle Hunziker  | Ficarra e Picone     | Ficarra e Picone     | Non presenti        | Non presenti         | Non presenti        | Non presenti         | Non presenti        | Non presenti        | Mauro Marinello  | Studio 1 del Palazzo dei Cigni                                 |
| 26ª      | 2013-2014 | Canale 5        | 23 settembre 2013 | 7 giugno 2014    | 221     | Ezio Greggio | Enzo Iacchetti | Michelle Hunziker  | Ficarra e Picone     | Ficarra e Picone     | Piero Chiambretti   | Virginia Raffaele    | Gabibbo             | Gerry Scotti         | Gerry Scotti        | Gerry Scotti        | Mauro Marinello  | Studio 1 del Palazzo dei Cigni                                 |
| 27ª      | 2014-2015 | Canale 5        | 22 settembre 2014 | 6 giugno 2015    | 218     | Ezio Greggio | Enzo Iacchetti | Michelle Hunziker  | Ficarra e Picone     | Ficarra e Picone     | Piero Chiambretti   | Leonardo Pieraccioni | Maurizio Battista   | Belén Rodríguez      | Belén Rodríguez     | Belén Rodríguez     | Mauro Marinello  | Studio 1 del Palazzo dei Cigni                                 |
| 28ª      | 2015-2016 | Canale 5        | 21 settembre 2015 | 11 giugno 2016   | 226     | Ezio Greggio | Enzo Iacchetti | Michelle Hunziker  | Ficarra e Picone     | Ficarra e Picone     | Gerry Scotti        | Maria De Filippi     | Mara Venier         | Christian De Sica    | Christian De Sica   | Christian De Sica   | Mauro Marinello  | Studio 14 del Centro di produzione Mediaset di Cologno Monzese |
| 29ª      | 2016-2017 | Canale 5        | 26 settembre 2016 | 10 giugno 2017   | 221     | Ezio Greggio | Enzo Iacchetti | Michelle Hunziker  | Ficarra e Picone     | Ficarra e Picone     | Gerry Scotti        | Belén Rodríguez      | Piero Chiambretti   | Luca e Paolo         | Luca e Paolo        | Luca e Paolo        | Mauro Marinello  | Studio 14 del Centro di produzione Mediaset di Cologno Monzese |
| 30ª      | 2017-2018 | Canale 5        | 25 settembre 2017 | 9 giugno 2018    | 222     | Ezio Greggio | Enzo Iacchetti | Michelle Hunziker  | Ficarra e Picone     | Ficarra e Picone     | Gerry Scotti        | Non presenti         | Non presenti        | Non presenti         | Non presenti        | Non presenti        | Mauro Marinello  | Studio 14 del Centro di produzione Mediaset di Cologno Monzese |
| 31ª      | 2018-2019 | Canale 5        | 24 settembre 2018 | 8 giugno 2019    | 221     | Ezio Greggio | Enzo Iacchetti | Michelle Hunziker  | Ficarra e Picone     | Ficarra e Picone     | Gerry Scotti        | Non presenti         | Non presenti        | Non presenti         | Non presenti        | Non presenti        | Mauro Marinello  | Studio 14 del Centro di produzione Mediaset di Cologno Monzese |
| 32ª      | 2019-2020 | Canale 5        | 23 settembre 2019 | 27 giugno 2020   | 239     | Ezio Greggio | Enzo Iacchetti | Michelle Hunziker  | Ficarra e Picone     | Ficarra e Picone     | Gerry Scotti        | Francesca Manzini    | Non presenti        | Non presenti         | Non presenti        | Non presenti        | Mauro Marinello  | Studio 14 del Centro di produzione Mediaset di Cologno Monzese |
| 33ª      | 2020-2021 | Canale 5        | 28 settembre 2020 | 12 giugno 2021   | 221     | Ezio Greggio | Enzo Iacchetti | Michelle Hunziker  | Ficarra e Picone     | Ficarra e Picone     | Gerry Scotti        | Francesca Manzini    | Cristiano Militello | Sergio Friscia       | Non presenti        | Non presenti        | Mauro Marinello  | Studio 14 del Centro di produzione Mediaset di Cologno Monzese |
| 34ª      | 2021-2022 | Canale 5        | 27 settembre 2021 | 11 giugno 2022   | 221     | Ezio Greggio | Enzo Iacchetti | Michelle Hunziker  | Alessandro Siani     | Vanessa Incontrada   | Gerry Scotti        | Francesca Manzini    | Roberto Lipari      | Sergio Friscia       | Diletta Leotta      | Silvia Toffanin     | Mauro Marinello  | Studio 14 del Centro di produzione Mediaset di Cologno Monzese |
| 34ª      | 2021-2022 | Canale 5        | 27 settembre 2021 | 11 giugno 2022   | 221     | Ezio Greggio | Enzo Iacchetti | Michelle Hunziker  | Alessandro Siani     | Vanessa Incontrada   | Gerry Scotti        | Francesca Manzini    | Roberto Lipari      | Sergio Friscia       | Valeria Graci       | Lorella Cuccarini   | Mauro Marinello  | Studio 14 del Centro di produzione Mediaset di Cologno Monzese |
| 35ª      | 2022-2023 | Canale 5        | 27 settembre 2022 | 10 giugno 2023   | 220     | Ezio Greggio | Enzo Iacchetti | Michelle Hunziker  | Alessandro Siani     | Vanessa Incontrada   | Gerry Scotti        | Francesca Manzini    | Roberto Lipari      | Sergio Friscia       | Luca Argentero      | Luca Argentero      | Mauro Marinello  | Studio 14 del Centro di produzione Mediaset di Cologno Monzese |
| 35ª      | 2022-2023 | Canale 5        | 27 settembre 2022 | 10 giugno 2023   | 220     | Ezio Greggio | Enzo Iacchetti | Michelle Hunziker  | Alessandro Siani     | Vanessa Incontrada   | Gerry Scotti        | Francesca Manzini    | Roberto Lipari      | Sergio Friscia       | Zlatan Ibrahimović  | Enrico Beruschi     | Mauro Marinello  | Studio 14 del Centro di produzione Mediaset di Cologno Monzese |
| 36ª      | 2023-2024 | Canale 5        | 25 settembre 2023 | 8 giugno 2024    | 222     | Ezio Greggio | Enzo Iacchetti | Michelle Hunziker  | Alessandro Siani     | Vanessa Incontrada   | Gerry Scotti        | Francesca Manzini    | Roberto Lipari      | Sergio Friscia       | Non presenti        | Non presenti        | Mauro Marinello  | Studio 14 del Centro di produzione Mediaset di Cologno Monzese |
| 37ª      | 2024-2025 | Canale 5        | 23 settembre 2024 | 7 giugno 2025    | 217     | Ezio Greggio | Enzo Iacchetti | Michelle Hunziker  | Nino Frassica        | Nino Frassica        | Gerry Scotti        | Francesca Manzini    | Roberto Lipari      | Sergio Friscia       | Non presenti        | Non presenti        | Mauro Marinello  | Studio 14 del Centro di produzione Mediaset di Cologno Monzese |

## Rubriche

### Attuali
- Striscia lo striscione[80] di Cristiano Militello. Rubrica in onda dal 2004 dopo le giornate del campionato di Serie A, cioè ogni lunedì e, in caso di turno infrasettimanale, anche il giovedì. I telespettatori segnalano gli striscioni più divertenti e mai offensivi, ma qualche volta triviali, comparsi negli stadi italiani durante le partite di campionato. Mentre Militello commenta, si sentono in sottofondo alcuni brani musicali: Bim Bum Bam, interpretato dal Piccolo Coro dell'Antoniano (prima sigla dell'omonimo programma trasmesso su Italia 1, usata nella stagione 1983-1984) e Col fischio o senza di Alvaro Vitali (nella versione strumentale fischiata). Quando va in onda la versione ridotta di Striscia intitolata Striscina la notizina, la rubrica degli striscioni va in onda conseguentemente in versione ridotta con una durata di 3 minuti. All'interno di questa rubrica, vengono proposte alcune mini-rubriche, le più longeve delle quali sono:
  - La gufata (nata nel 2009 come Gu...fate un altro mestiere!), dedicata ai cronisti calcistici che pronosticano un certo risultato o esprimono opinioni su certi giocatori e le loro affermazioni nel giro di pochissimo tempo vengono smentite dai fatti.
  - Tutti giù per terra, nata nel 2006, dedicata ai giocatori che fingono di essere stati vittima di falli, simulando in modo plateale e/o buttandosi a terra dopo essere stati solo sfiorati dagli avversari (o, a volte, senza essere stati nemmeno toccati), in modo da concedere un favore arbitrario alla propria squadra. La rubrica, in particolar modo, è stata presa dall'ultima frase della filastrocca popolare Giro giro tondo, che, essendo interpretata da un coro di bambini, funge da sigla. I filmati delle finte sono spesso accompagnati da alcuni famosi brani musicali della tradizione italiana: Vola colomba di Nilla Pizzi, Stasera mi butto di Rocky Roberts, L'ape Maia di Katia Svizzero, La notte vola di Lorella Cuccarini, Stessa spiaggia, stesso mare di Piero Focaccia e Nel blu dipinto di blu di Domenico Modugno.
  - Premio frittata, Rubrica dedicata ai calciatori che commettono delle sviste quando devono compiere una determinata azione (come spazzare la palla, segnare una rete semplice, spesso a porta vuota, o calciatori che facilitano occasioni da gol in maniera impensabile). In sottofondo c'è la versione strumentale di Gonna Fly Now, tema principale del film Rocky.
- Striscia il cartellone di Cristiano Militello, in onda solitamente il giovedì, e nel 2020, durante il periodo della prima ondata di contagi legata alla pandemia di COVID-19, anche il lunedì in sostituzione di Striscia lo striscione a causa della sospensione del campionato di Serie A 2019-2020. Ispirato alla vecchia rubrica Fatto matto, in tale contenitore i telespettatori segnalano murales, cartelli ambigui, insegne e avvisi bizzarri.[81] All'interno di questa rubrica viene spesso proposta, dalla stagione 2017-2018, la mini-rubrica Cognomen Omen, dedicata ai cognomi più curiosi.
- I nuovi mostri, il martedì e il venerdì (dall'edizione 2011-2012, anche il sabato dall'edizione 2024-2025 in sostituzione della rubrica Moda Caustica, e al lunedì se il giorno dopo va in onda Striscina la notizina), che svela la classifica delle peggiori situazioni mandate in onda in TV o sul web. L'inizio dei filmati è preceduto da un videoframe de Il mostro della laguna nera.[82]
- Spetteguless, il giovedì. Mostra i gossip più caldi della settimana.[83] Dall'edizione 2017-2018 fino ad ottobre 2019 (stagione 2019-2020), la prima posizione della classifica dei gossip più caldi della settimana era occupata da una selezione di video di breve durata, di tendenza, fatti da personaggi famosi e presi da Instagram (da qui "il meglio del peggio dei social"). Dal novembre dello stesso anno la rubrica torna alla sua formula classica eliminando i brevi filmati di personaggi famosi tratti da Instagram, mentre dal 23 aprile al 25 giugno 2020 nella classifica tornano i filmati dei VIP su Instagram ma sono collocati al secondo posto della classifica stessa. Dalla stagione 2020-2021, la rubrica torna ancora una volta alla sua formula classica senza i filmati dei VIP su Instagram. La rubrica viene trasmessa dalla stagione 2004-2005.
- Fiction Folies. Rubrica in onda occasionalmente nella quale vengono mostrati errori e sviste (bloopers) nelle fiction TV, ad esempio oggetti che cambiano posizione tra un'inquadratura e l'altra senza essere stati spostati.[84]
- Che satira tira. In questa rubrica, che solitamente va in onda il venerdì, vengono trasmessi gli sketch satirici a tema politico più divertenti delle trasmissioni televisive.[85]
- Visti da voi. Rubrica dove vengono mostrati gli errori dei programmi televisivi segnalati dai telespettatori.[86]
- Paesi, paesaggi... (fino al 2017 conosciuta come Paesi e paesaggi) di Davide Rampello, in onda solitamente il venerdì. Rubrica in cui vengono presentate le eccellenze paesaggistiche e gastronomiche italiane.[87]
- Sosia segnalati da voi. I telespettatori di Striscia segnalano le somiglianze di uno o più personaggi famosi con altre persone famose e/o comuni che vengono poi mostrate nel programma.[88]
- È tutto un magna magna di Max Laudadio. Rubrica sulle frodi alimentari.[89] In alcuni di questi episodi[90] viene contattata SIMA (società Italiana Medicina Ambientale).
- MCC (fino all'edizione 2019-2020 conosciuta anche come MC2): rubrica dedicata al mondo della tecnologia, dei social network, dei videogiochi e dell'innovazione condotta da Marco Camisani Calzolari (dalle cui iniziali deriva il nome del contenitore), in onda più volte alla settimana.[91]
- Highlander DJ, rubrica introdotta da ottobre 2018 in cui viene mostrato in esclusiva per Striscia un video di una canzone remixata dall'omonimo YouTuber di successo, che tratta di temi caldi della politica o dell'economia oppure dei personaggi TV o politici del momento. Va in onda due volte a settimana (solitamente il lunedì e il venerdì). Già nella stagione 2017-2018 i remix di Highlander DJ venivano proposti all'interno della rubrica I nuovi mostri.[92] Inizialmente sono stati impiegati solamente filmati di repertorio (discorsi politici, ma anche spezzoni di film, videoclip ed altre trasmissioni televisive), per poi passare, nelle ultime edizioni, anche all'uso dei deepfake e dell'intelligenza artificiale.
- Capolavori del mondo in cucina di Paolo Marchi, cofondatore di Identità Golose, il primo Congresso Internazionale di Cucina e Pasticceria d'Autore in Italia. Introdotta il 3 dicembre 2019 con la denominazione Capolavori italiani in cucina (mantenuta fino all'edizione 2022-2023), questa rubrica ha come protagonista uno chef stellato, un pasticcere o un pizzaiolo, che si racconta partendo da un proprio piatto simbolo. Va in onda solitamente il martedì.[71][93]
- Striscia la magia: rubrica condotta da Antonio Casanova in cui vengono illustrati gli strafalcioni dei maghi oppure dei giochi di magia. Va in onda ogni sabato dal 17 ottobre 2020 (anche se occasionalmente va in onda anche in un altro giorno della settimana).[94]
- Fisiognomica animale, rubrica in cui vengono mostrate le somiglianze degli esseri umani (come ad esempio dei politici) con gli animali.[95]
- Tú sí que rides. Rubrica in sostituzione delle precedenti Il pasticcino e Il cabaret, in onda dalla stagione 2024-2025. In questa rubrica vengono sempre proposti alcuni video tra quelli più divertenti del web, intervallati da spezzoni con i giudici della trasmissione Tú sí que vales.
- Ti assicuro che non pago, rubrica di Moreno Morello in onda dal 18 ottobre 2019 e dedicata alle assicurazioni che, pur di non pagare i risarcimenti dovuti ai clienti, se ne inventano di tutti i colori.[96][97]
- VIP alla guida, rubrica di Max Laudadio in cui vengono mostrati filmati, prelevati dai social network, di personaggi famosi che usano i propri dispositivi multimediali mentre sono alla guida, contravvenendo alle leggi nazionali sulla sicurezza stradale. Uno o più personaggi stessi in questa rubrica vedono poi cimentarsi insieme allo stesso Laudadio in una canzone come promessa di non usare più i social mentre sono alla guida.
- L'Oscar dei Caressas, (dalla stagione 2024-2025, in onda ogni sabato) rubrica di Fabio Caressa insieme a sua figlia Eleonora, in cui vengono riproposti alcuni servizi già mandati in onda durante la settimana.
- Ambiente Ciovanotti, rubrica in onda dalla stagione 2024-2025 condotta dal cantautore Jovanotti in versione deepfake.
- Robe dell'altro mondo, rubrica in onda dalla stagione 2024-2025 condotta da Roberto Da Crema che propone oggetti inverosimili alla televendita.

### Passate
- Occhio allo spreco di Cristina Gabetti. Era dedicata all'economia domestica e andava in onda dalla stagione 2008-2009 a quella 2012-2013.[98]
- Chi l'ha rivisto? Venivano mostrati dei video divertenti delle scorse edizioni di Striscia e si cercava il protagonista di essi, quando veniva trovato veniva intervistato.[99]
- Fatto matto. Venivano proposti dei video tra i più divertenti del web.[100]
- Speranza verde di Luca Sardella, in onda il sabato. Rubrica su piante e natura.[101]
- Operazione smacchia VIP. La Casalinga Nunzia (un cartone animato) smascherava i vip, di cui venivano mostrate le foto da truccati e poi smacchiate, cioè senza trucco.[102]
- Aiutati che il Ciel... di Luca Galtieri e Marco Dottore. Consigli su come affrontare piccoli incidenti domestici.[103]
- Attaccati al trailer, rivisitazione dei classici del cinema con i politici protagonisti.[104]
- Riedicola, mini-rubrica all'interno di Striscia lo striscione di Cristiano Militello in cui si mostravano gli errori e le sviste dei giornalisti sportivi.[105]
- Tali e Quadri, rubrica dove venivano mostrate le somiglianze di personaggi famosi con i personaggi dei dipinti.
- Che figura di m***a, ispirata sempre alla frase pronunciata da Emilio Fede in un fuori onda del TG4, era dedicata a gaffe e momenti imbarazzanti di vari personaggi celebri in TV.
- Eureka, spazio in cui Capitan Ventosa dava voce ai cittadini che hanno meditato particolari soluzioni a questioni di portata globale.[106]
- Facciamo i conti, rubrica in cui Moreno Morello denunciava frodi e pagamenti iniqui che vessano gli utenti.[107]
- I politicanti. Rubrica comica in cui si mostravano i filmati dei politici su cui venivano doppiati canzonette le cui parole sono i loro ideali.[108]
- Ma perché, rubrica di Luca Galtieri andata in onda nelle stagioni 2013-2014 e 2014-2015.[109]
- Magagna digitale con Fabrizio Fontana (in arte Capitan Ventosa) e Marco Camisani Calzolari. Rubrica sulle truffe online.[110]
- Si può fare, rubrica condotta da Luca Galtieri e ispirata alla famosa frase del film Frankenstein Junior in cui venivano proposti dei rimedi naturali per la pulizia della casa.[111] Andava in onda nella stagione 2018-2019 (in misura maggiore nel periodo natalizio di quella edizione, la 31ª).
- La prova del ciucco, rubrica-parodia del programma culinario di Rai 1 in cui venivano mostrate delle scene in cui Matteo Salvini ed Elisa Isoardi erano insieme prima della fine della loro relazione.[112] Andava in onda nelle prime settimane della stagione 2018-2019.
- Facce da culinaria, rubrica in cui veniva proposta una finta ricetta i cui ingredienti non sono cibi.[113] Andava in onda nella stagione 2018-2019.
- Fake News, rubrica nella quale veniva mostrato un filmato riguardante una notizia falsa (da qui il titolo della rubrica stessa), commentato da uno dei due conduttori di turno del TG satirico.[114] Andava in onda nella stagione 2018-2019.
- MUAGG - Il museo aggratis del critico d'arte italo-francese Philippe Daverio. Rubrica sui monumenti artistici italiani visitabili gratuitamente e le sue caratteristiche. Andava in onda ogni giovedì nella stagione 2019-2020.[115][116] In seguito alla morte di Philippe Daverio avvenuta il 2 settembre 2020, questa rubrica non è stata riconfermata per la stagione successiva (2020-2021).[117][118][119] Una puntata finale con un montaggio parziale è andata in onda postuma.
- Lo ZiBaglione, rubrica condotta da Antonio Casanova e dedicata all'analisi dei testi dei successi di Claudio Baglioni, curiosamente simili a poesie di celebri autori.[120][121] Questa rubrica andava in onda nella stagione 2019-2020 durante la conduzione di Ezio Greggio ed Enzo Iacchetti, suscitando delle critiche negative, oltre che dai telespettatori di Striscia[122], anche dall'ideatore del TG satirico Antonio Ricci (che ha scritto una lettera a Dagospia per conto del Gabibbo).[123][124]
- Come è fatto, rubrica ispirata all'omonimo programma in onda sulle reti Discovery su "come è fatto" un argomento politico di attualità.[125]
- PolitiX Factor, rubrica-parodia del celebre talent show musicale in cui i politici cantavano.[126]
- È tutto un magagna magagna, di Fabrizio Fontana (in arte Capitan Ventosa). Rubrica in cui venivano affrontate delle ingiustizie nei confronti dei consumatori.[127]
- Presi in giro dal mondo, rubrica di Rajae Bezzaz dedicata agli stranieri che vogliano dilettarsi con battute su vizi e difetti degli italiani.[128]
- Politic Masterchef, rubrica-parodia del celebre talent show culinario nella quale era protagonista un politico che si aspira a diventare un cuoco.[129]
- Edicola Mara, rubrica condotta da Francesca Manzini per la quale è il "deepfake" di Mara Venier.[130]
- No mozziconi a terra, rubrica-campagna di Max Laudadio (solitamente in collaborazione con altri inviati di Striscia) in cui venivano proposti alcuni filmati di persone in giro per strada che buttano le sigarette per terra, mentre lo stesso Laudadio (oppure un altro inviato di Striscia) girava l'Italia chiedendo ai sindaci di vari comuni italiani di varare una normativa che imponga il divieto di gettare sigarette a terra. Al termine della rubrica sempre Laudadio esortava i sindaci di vari comuni italiani ad aderire all'iniziativa scrivendo all'indirizzo mail del programma.[131][132]
- Occhio al futuro di Cristina Gabetti, rubrica dedicata alle nuove tecnologie andata in onda il sabato dalla stagione 2013-2014 alla stagione 2020-2021.[133]
- 4 parcheggianti: si trattava di un mini-reality, parodia del programma culinario Alessandro Borghese - 4 ristoranti condotto dallo chef omonimo, in cui Luca Abete si spostava per le strade di Napoli alla ricerca di persone che offrivano un servizio di parcheggio illegale. Un solo obiettivo: aggiudicarsi il titolo di miglior parcheggiatore abusivo. Quattro erano le categorie da votare: location, menù, servizio, conto. Con il voto di Luca Abete, era possibile confermare o ribaltare il risultato finale. Il vincitore di ogni puntata del reality si aggiudicava un "barile rosso", un barattolo di vernice per delimitare gli spazi destinati alla sosta abusiva.[134][135] Nella puntata di Striscia del 30 novembre 2020, il reality cambia nome in 4 parcheggianti Italia e si estende a quattro città italiane: Roma, Bari, Catanzaro e Palermo. Il meccanismo del reality rimane invariato.[136]
- 4 ambulanti: si trattava di un contest dedicato alla vendita abusiva, spin-off della rubrica 4 parcheggianti; il meccanismo era lo stesso di quest'ultimo, con la differenza che il vincitore del contest consegnava la "licenza di venditore ambulante abusivo ad honorem".[137]
- 4 contrabbandieri: si trattava di una sfida tra "nemici" di tabaccai e professionisti nella vendita di sigarette importate illegalmente dall'estero. Il meccanismo di questo contest era lo stesso di 4 parcheggianti e 4 ambulanti, con la differenza che il vincitore del contest si aggiudicava un'enorme stecca.[138][139]
- 4 estetiste: si trattava di una "sfida" tra estetiste che lavoravano abusivamente nel periodo in cui i centri estetici dovevano rimanere chiusi per legge a causa della pandemia di COVID-19. Il meccanismo era lo stesso dei suoi predecessori (4 parcheggianti, 4 ambulanti e 4 contrabbandieri), con la differenza che il vincitore si aggiudicava un'enorme "smalto".[140][141]
- F di M storiche, rubrica ispirata ad una frase pronunciata in un fuori onda dallo storico conduttore e direttore del TG4 Emilio Fede, in questo caso resa abbreviata per renderla non volgare (la clip in cui Fede pronuncia la frase in questione viene spesso proposta anche in altri servizi), in cui venivano riproposti i momenti più imbarazzanti di vari personaggi famosi (spesso tratti a sua volta dai momenti stessi riproposti nelle puntate di Striscia andate in onda nel corso degli anni).[142]
- PDivertente, rubrica in cui venivano proposte le gaffe di Nicola Zingaretti, ex segretario del Partito Democratico.[143]
- Occhio al trucco, rubrica di Moreno Morello (introdotta il 2 giugno 2021 e poi non più riproposta dall'edizione 2021-2022 di Striscia) in cui si faceva dimostrazione di come riconoscere un oggetto autentico.[144]
- Ambiente Ciovani, rubrica sul rispetto dell'ambiente condotta a rotazione da Leonardo Tiralongo[77][145], Gabriele Scola[78], Serena Mauri[40], Silvia Mauri[40] e Giulietta Salmeri[40], i 5 inviati più giovani del TG satirico. Come consulente scientifico era possibile trovare[146] SIMA (Società Italiana Medicina Ambientale). Fino al 2020, a condurre questa rubrica, c'era anche Eric Barbizzi.[75][147] Questa rubrica andava in onda fino al 2023.
- Fatti e rifatti, il mercoledì. Sui ritocchi estetici sospettati, ammessi e/o negati da parte dei VIP (con tanto di breve e ironica biografia del VIP in questione).[148] Questa rubrica è andata in onda dalla stagione 2004-2005 (inizialmente era condotta dall'inviato Giampaolo Fabrizio nei panni di Bruno Vespa poi, dalla stagione successiva era commentata dalla voce fuori campo dei conduttori) fino alla stagione 2023-2024.
- Il pasticcino. Rubrica in cui veniva proposto un video tra i più divertenti del web. Trasmessa dalla stagione 2015-2016 alla stagione 2023-2024. È stato sostituito da Tú sí que rides.
- Il cabaret. In questa rubrica venivano proposti alcuni video tra quelli più divertenti del web. Sia questa rubrica che quella del pasticcino, venivano omesse nelle versioni delle puntate caricate su Mediaset Infinity successivamente alla messa in onda della puntata (ma sono comunque riproposte nelle repliche notturne). Trasmessa dalla stagione 2016-2017 alla stagione 2023-2024, dove, come nel caso del già citato pasticcino, è stato sostituito da Tú sí que rides.
- Moda Caustica, rubrica andata in onda il sabato fino alla stagione 2023-2024. Rubrica dove venivano mostrati uno o più personaggi del mondo dello spettacolo tra quelli vestiti in modo peggiore della settimana trascorsa oppure una classifica degli stessi personaggi vestiti nella peggior maniera nel corso della settimana appena trascorsa.[149]

## Ascolti e sottotitoli
| Edizione | Rete televisiva | Anno      | Sottotitolo                 | Stagione          | Orario | Durata                        | Programmazione | Programmazione | Programmazione | Programmazione | Programmazione | Programmazione | Programmazione | Collocazione      | Ascolti        | Ascolti |
| Edizione | Rete televisiva | Anno      | Sottotitolo                 | Stagione          | Orario | Durata                        | L              | M              | M              | G              | V              | S              | D              | Collocazione      | Telespettatori | Share   |
| -------- | --------------- | --------- | --------------------------- | ----------------- | ------ | ----------------------------- | -------------- | -------------- | -------------- | -------------- | -------------- | -------------- | -------------- | ----------------- | -------------- | ------- |
| 1ª       | Italia 1        | 1988      | Giornale Radio              | autunno           | 20:25  | 7 min                         |                |                |                |                |                |                |                | Access prime time | n.d.           | n.d.    |
| 2ª       | Canale 5        | 1989-1990 | La voce dell'innocenza      | autunno-estate    | 20:25  | 10-15 min                     |                |                |                |                |                |                |                | Access prime time | n.d.           | n.d.    |
| 3ª       | Canale 5        | 1990-1991 | La voce dell'incoscienza    | autunno-estate    | 20:25  | 10-15 min                     |                |                |                |                |                |                |                | Access prime time | n.d.           | n.d.    |
| 4ª       | Canale 5        | 1991-1992 | La voce dell'impotenza      | autunno-estate    | 20:30  | 10-15 min                     |                |                |                |                |                |                |                | Access prime time | n.d.           | n.d.    |
| 5ª       | Canale 5        | 1992-1993 | La voce dell'incontinenza   | autunno-primavera | 20:30  | 10-15 min                     |                |                |                |                |                |                |                | Access prime time | n.d.           | n.d.    |
| 6ª       | Canale 5        | 1993-1994 | La voce dell'intenza        | autunno-primavera | 20:30  | 10-15 min                     |                |                |                |                |                |                |                | Access prime time | n.d.           | n.d.    |
| 7ª       | Canale 5        | 1994-1995 | La voce dell'insistenza     | autunno-primavera | 20:30  | 10-15 min                     | 6 746 000      | 24,10%         |                |                |                |                |                | Access prime time |                |         |
| 8ª       | Canale 5        | 1995-1996 | La voce dell'impenitenza    | autunno-primavera | 20:30  | 10-15 min                     | 7 836 000      | 27,14%         |                |                |                |                |                | Access prime time |                |         |
| 9ª       | Canale 5        | 1996-1997 | La voce dell'incandescenza  | autunno-primavera | 20:30  | 20 min                        | 6 847 000      | 29,21%         |                |                |                |                |                | Access prime time |                |         |
| 10ª      | Canale 5        | 1997-1998 | La voce dell'insorgenza     | autunno-primavera | 20:30  | 20 min                        | 8 258 000      | 30,07%         |                |                |                |                |                | Access prime time |                |         |
| 11ª      | Canale 5        | 1998-1999 | La voce dell'inavvertenza   | autunno-primavera | 20:30  | 20 min                        | 7 253 000      | 28,02%         |                |                |                |                |                | Access prime time |                |         |
| 12ª      | Canale 5        | 1999-2000 | La voce dell'interferenza   | autunno-primavera | 20:35  | 20 min                        | 7 419 000      | 29,06%         |                |                |                |                |                | Access prime time |                |         |
| 13ª      | Canale 5        | 2000-2001 | La voce dell'imprudenza     | autunno-primavera | 20:35  | 20 min                        | 8 327 000      | 32,09%         |                |                |                |                |                | Access prime time |                |         |
| 14ª      | Canale 5        | 2001-2002 | La voce dell'insolenza      | autunno-primavera | 20:35  | 20 min                        | 8 530 000      | 32,08%         |                |                |                |                |                | Access prime time |                |         |
| 15ª      | Canale 5        | 2002-2003 | La voce della differenza    | estate-primavera  | 20:35  | 20 min                        | 8 803 000      | 32,19%         |                |                |                |                |                | Access prime time |                |         |
| 16ª      | Canale 5        | 2003-2004 | La voce della renitenza     | estate-primavera  | 20:35  | 20 min                        | 7 473 000      | 27,01%         |                |                |                |                |                | Access prime time |                |         |
| 17ª      | Canale 5        | 2004-2005 | La voce dell'indipendenza   | autunno-primavera | 20:35  | 30-35 min                     | 6 712 000      | 24,71%         |                |                |                |                |                | Access prime time |                |         |
| 18ª      | Canale 5        | 2005-2006 | La voce della divergenza    | autunno-primavera | 20:35  | 30-35 min                     |                | 7 706 000      | 28,71%         |                |                |                |                | Access prime time |                |         |
| 19ª      | Canale 5        | 2006-2007 | La voce della turbolenza    | autunno-primavera | 20:35  | 30-35 min                     |                | 7 390 000      | 28,36%         |                |                |                |                | Access prime time |                |         |
| 20ª      | Canale 5        | 2007-2008 | La voce della persistenza   | autunno-primavera | 20:35  | 30-35 min                     | 7 022 000      | 26,96%         |                |                |                |                |                | Access prime time |                |         |
| 21ª      | Canale 5        | 2008-2009 | La voce della supplenza     | estate-primavera  | 20:35  | 30-35 min                     | 6 975 000      | 26,21%         |                |                |                |                |                | Access prime time |                |         |
| 22ª      | Canale 5        | 2009-2010 | La voce dell'influenza      | estate-primavera  | 20:35  | 30-35 min                     |                | 6 633 000      | 25,09%         |                |                |                |                | Access prime time |                |         |
| 23ª      | Canale 5        | 2010-2011 | La voce dell'improvvidenza  | estate-primavera  | 20:35  | 30-35 min                     | 5 812 000      | 21,12%         |                |                |                |                |                | Access prime time |                |         |
| 24ª      | Canale 5        | 2011-2012 | La voce della contingenza   | autunno-primavera | 20:35  | 30-35 min                     | 6 186 000      | 21,88%         |                |                |                |                |                | Access prime time |                |         |
| 25ª      | Canale 5        | 2012-2013 | La voce dell'insolvenza     | autunno-primavera | 20:35  | 30-35 min                     | 5 613 000      | 19,88%         |                |                |                |                |                | Access prime time |                |         |
| 26ª      | Canale 5        | 2013-2014 | La voce dell'irruenza       | estate-primavera  | 20:35  | 30-35 min                     |                | 5 009 000      | 18,29%         |                |                |                |                | Access prime time |                |         |
| 27ª      | Canale 5        | 2014-2015 | La voce dell'indecenza      | estate-primavera  | 20:35  | Variabile (da 30 a 55-60 min) | 5 353 000      | 19,48%         |                |                |                |                |                | Access prime time |                |         |
| 28ª      | Canale 5        | 2015-2016 | La voce dell'invadenza      | estate-primavera  | 20:35  | Variabile (da 30 a 55-60 min) | 4 831 000      | 18,34%         |                |                |                |                |                | Access prime time |                |         |
| 29ª      | Canale 5        | 2016-2017 | La voce dell'impudenza      | autunno-primavera | 20:35  | Variabile (da 30 a 55-60 min) | 4 747 000      | 18,55%         |                |                |                |                |                | Access prime time |                |         |
| 30ª      | Canale 5        | 2017-2018 | La voce dell'intraprendenza | autunno-primavera | 20:35  | Variabile (da 30 a 55-60 min) | 4 774 000      | 18,65%         |                |                |                |                |                | Access prime time |                |         |
| 31ª      | Canale 5        | 2018-2019 | La voce dell'inconsistenza  | autunno-primavera | 20:35  | Variabile (da 30 a 55-60 min) | 4 684 000      | 18,30%         |                |                |                |                |                | Access prime time |                |         |
| 32ª      | Canale 5        | 2019-2020 | La voce della resilienza    | autunno-estate    | 20:35  | Variabile (da 30 a 55-60 min) | 4 420 000      | 17,53%         |                |                |                |                |                | Access prime time |                |         |
| 33ª      | Canale 5        | 2020-2021 | La voce dell'insofferenza   | autunno-primavera | 20:35  | Variabile (da 30 a 55-60 min) | 3 960 000      | 16,22%         |                |                |                |                |                | Access prime time |                |         |
| 34ª      | Canale 5        | 2021-2022 | La voce dell'inscienza      | autunno-primavera | 20:35  | Variabile (da 30 a 55-60 min) | 3 830 000      | 15,92%         |                |                |                |                |                | Access prime time |                |         |
| 35ª      | Canale 5        | 2022-2023 | La voce dell'intransigenza  | autunno-primavera | 20:35  | Variabile (da 30 a 55-60 min) | 3 239 000      | 17,60%         |                |                |                |                |                | Access prime time |                |         |
| 36ª      | Canale 5        | 2023-2024 | La voce della veggenza      | autunno-primavera | 20:35  | 35-50 min                     | 3 245 000      | 15,63%         |                |                |                |                |                | Access prime time |                |         |
| 37ª      | Canale 5        | 2024-2025 | La voce della complottenza  | autunno-primavera | 20:35  | 35-50 min                     | 2 813 000      | 13,90%         |                |                |                |                |                | Access prime time |                |         |

## Sigle
Nelle prime quattro edizioni il programma aveva una sigla ricalcante i notiziari della CNN, prima dell'adozione del logo attuale, che esordì il 28 settembre 1992; successivamente, il 25 settembre 1995 debuttò il celeberrimo clacson d'epoca, ancora oggi usato come jingle di Mediaset. Tutti gli stacchetti delle veline (inclusa anche la sigla finale del programma cantata dal Gabibbo che varia di anno in anno) venivano riunite ogni anno, fino al 2018, in una compilation dal titolo Striscia la Compilation.
Alcune sigle del programma cantate dal Gabibbo sono diventate delle musiche di sottofondo durante il TG satirico nel corso degli anni, ma sono strumentali: My Name Is Gabibbo (30 settembre 1991-6 aprile 1996), Bestia dance (8 aprile 1996-14 giugno 1997), Caramelle (29 settembre 1997-17 aprile 1999, presente in sottofondo anche a Paperissima Sprint e utilizzata come sigla finale del programma a partire dal 26 marzo 2017 nelle edizioni invernali, ossia da settembre/ottobre a giugno), Fritto misto (19 aprile 1999-10 giugno 2000, il cui frammento strumentale è usato anche nei promo di Paperissima Sprint e in versione ridotta come sigla di apertura del programma stesso e parte della versione cantata, con una durata maggiore, viene usata come sigla finale del programma nella versione estiva e, in passato, anche in quella invernale), Puzzoni (25 settembre 2000-30 novembre 2019), I nostri (presente nella rubrica I nuovi mostri), Pissi pissi (presente nella rubrica Striscia lo striscione), Menti brulicanti (dal 2004 divenuta sigla di apertura di Striscia e presente nella rubrica Spetteguless), Specchietti (presente nella rubrica Moda Caustica), Mazzacherè (presente nella rubrica Fatti e rifatti), Cavolini di Bruxelles (come introduzione dei servizi di Chiara Squaglia), Le cozze (presente nella rubrica Che satira tira?) e Tecnomania (dal 2022, come introduzione dei servizi di Riccardo Trombetta).
Dal 2 dicembre 2019 la musica di sottofondo usata durante il programma è quella di una sigla cantata dal Gabibbo che cambia ogni giorno, ma è strumentale: Specchietti (sigla dell'edizione 2002-2003 del programma e sigla finale di Striscia la domenica dal 2009 al 2011) il lunedì, Puzzoni il martedì (già usata come sigla finale del programma nell'edizione 1999-2000 e successivamente come sottofondo nelle successive), Mazzacherè (sigla dell'edizione 2006-2007 del programma) il mercoledì, Sirenone il giovedì (sigla dell'edizione 2003-2004 del programma), Pissi pissi (sigla dell'edizione 2010-2011 del programma) il venerdì e La tribù (sigla dell'edizione 2007-2008 del programma) il sabato. Dal 3 febbraio 2020 le sigle strumentali del Gabibbo precedentemente citate venivano usate come sottofondo solo durante i servizi, mentre durante gli interventi da studio la musica di sottofondo utilizzata era invece La ripresa (sempre strumentale e già sigla finale del programma nell'edizione 2013-2014). Tuttavia, già il 24 febbraio e poi dal 2 marzo dello stesso anno, La ripresa non viene più utilizzata se non all'inizio dei servizi di Roberto Lipari: le sigle del Gabibbo prima citate tornano ad essere usate come sottofondo anche durante gli interventi da studio.
Dal gennaio 2022, Mazzacherè non viene più usata durante gli interventi da studio, rimanendo comunque come sottofondo di Fatti e rifatti. Le altre sigle strumentali del Gabibbo non vengono più usate il lunedì, il martedì e dal giovedì al sabato, ma vengono mescolate in diversi giorni della settimana.

### Sigle finali
In caso di lutti, fino al 2019, al termine del programma invece della consueta sigla finale c'era qualche secondo di silenzio o, alternativamente, gli applausi del pubblico, dei conduttori di turno e delle veline, mentre dal 2020 la classica sigla finale viene usata anche in caso di lutti, eccezione fatta per la puntata del 24 febbraio 2023 in occasione della scomparsa di Maurizio Costanzo (in questo caso, prima della sigla, solitamente ci sono gli applausi). Questa cosa accadde anche il 29 marzo 2012 in seguito al licenziamento di Emilio Fede da Mediaset. La sigla finale viene trasmessa per intero nella prima settimana di programmazione e nelle puntate del martedì e del sabato senza essere interrotta dalla pubblicità.
| Edizione | Anno      | Periodo           | Periodo        | Sigla                                                                                 |
| Edizione | Anno      | Inizio            | Fine           | Sigla                                                                                 |
| -------- | --------- | ----------------- | -------------- | ------------------------------------------------------------------------------------- |
| 3ª       | 1990-1991 | 1º ottobre 1990   | 29 giugno 1991 | Ti spacco la faccia (sostituita dal 18 marzo al 29 giugno 1991 da My Name Is Gabibbo) |
| 4ª       | 1991-1992 | 30 settembre 1991 | 27 giugno 1992 | Ma sei scemo!? (sostituita dall'8 al 27 giugno 1992 da My Name Is Gabibbo)            |
| 5ª       | 1992-1993 | 28 settembre 1992 | 19 giugno 1993 | Le tasse                                                                              |
| 6ª       | 1993-1994 | 27 settembre 1993 | 18 giugno 1994 | Hai capito Cocorito?                                                                  |
| 7ª       | 1994-1995 | 26 settembre 1994 | 17 giugno 1995 | La rumenta (sostituita dal 13 febbraio al 17 giugno 1995 da Un attimino)              |
| 8ª       | 1995-1996 | 25 settembre 1995 | 15 giugno 1996 | Viscido (sostituita dal 22 gennaio al 15 giugno 1996 da Fu fu dance)                  |
| 9ª       | 1996-1997 | 30 settembre 1996 | 14 giugno 1997 | Panzadesgrazia                                                                        |
| 10ª      | 1997-1998 | 29 settembre 1997 | 30 maggio 1998 | Caramelle                                                                             |
| 11ª      | 1998-1999 | 28 settembre 1998 | 12 giugno 1999 | I nostri                                                                              |
| 12ª      | 1999-2000 | 27 settembre 1999 | 10 giugno 2000 | Puzzoni                                                                               |
| 13ª      | 2000-2001 | 25 settembre 2000 | 9 giugno 2001  | Formaggi selvaggi                                                                     |
| 14ª      | 2001-2002 | 24 settembre 2001 | 8 giugno 2002  | Euregghe                                                                              |
| 15ª      | 2002-2003 | 23 settembre 2002 | 7 giugno 2003  | Specchietti                                                                           |
| 16ª      | 2003-2004 | 22 settembre 2003 | 5 giugno 2004  | Sirenone                                                                              |
| 17ª      | 2004-2005 | 27 settembre 2004 | 11 giugno 2005 | Menti brulicanti                                                                      |
| 18ª      | 2005-2006 | 26 settembre 2005 | 10 giugno 2006 | Le cozze                                                                              |
| 19ª      | 2006-2007 | 25 settembre 2006 | 9 giugno 2007  | Mazzacherè                                                                            |
| 20ª      | 2007-2008 | 24 settembre 2007 | 7 giugno 2008  | La tribù                                                                              |
| 21ª      | 2008-2009 | 22 settembre 2008 | 6 giugno 2009  | Grembiulino e vai!!!                                                                  |
| 22ª      | 2009-2010 | 21 settembre 2009 | 5 giugno 2010  | Veleno e Veline                                                                       |
| 23ª      | 2010-2011 | 20 settembre 2010 | 4 giugno 2011  | Pissi Pissi                                                                           |
| 24ª      | 2011-2012 | 26 settembre 2011 | 10 giugno 2012 | Cavolini di Bruxelles                                                                 |
| 25ª      | 2012-2013 | 24 settembre 2012 | 15 giugno 2013 | Tecnomania                                                                            |
| 26ª      | 2013-2014 | 23 settembre 2013 | 7 giugno 2014  | La ripresa                                                                            |
| 27ª      | 2014-2015 | 22 settembre 2014 | 6 giugno 2015  | Selfame mucho                                                                         |
| 28ª      | 2015-2016 | 21 settembre 2015 | 11 giugno 2016 | Tutto mio!                                                                            |
| 29ª      | 2016-2017 | 26 settembre 2016 | 10 giugno 2017 | Geolocalizzami                                                                        |
| 30ª      | 2017-2018 | 25 settembre 2017 | 9 giugno 2018  | Influencer                                                                            |
| 31ª      | 2018-2019 | 24 settembre 2018 | 8 giugno 2019  | Algoritmo ritmo                                                                       |
| 32ª      | 2019-2020 | 23 settembre 2019 | 27 giugno 2020 | Tempacci                                                                              |
| 33ª      | 2020-2021 | 28 settembre 2020 | 12 giugno 2021 | Asintomatico                                                                          |
| 34ª      | 2021-2022 | 27 settembre 2021 | 11 giugno 2022 | Balla che ti pass                                                                     |
| 35ª      | 2022-2023 | 27 settembre 2022 | 10 giugno 2023 | Non ci sta!                                                                           |
| 36ª      | 2023-2024 | 25 settembre 2023 | 8 giugno 2024  | App-Però                                                                              |
| 37ª      | 2024-2025 | 23 settembre 2024 | 7 giugno 2025  | Cun a cua                                                                             |

## Spin-off

### Striscia 90...la notizia canta
Il 30 dicembre 1990 venne realizzata eccezionalmente una puntata in prima serata dal titolo Striscia 90...la notizia canta, interamente dedicato ai fatti accaduti durante l'anno ormai avviato alla conclusione.

### Dietro le quinte maledette
Per molti anni, durante lo svolgimento del Festival di Sanremo, il programma aumentava la sua durata per trasmettere Dietro le quinte maledette, che svelava i retroscena del festival, facendo notare spesso i casi di plagio musicale. In quattro occasioni (1990, 1995, 1996 e 1997) aveva indovinato i vincitori del Festival e nella prima il podio completo. Personaggio fisso di questa parte speciale era il Maestro Pavarotto, interpretato dall'attore Matteo Troiano. Il suo ruolo era quello di travestirsi in modo caricaturale come i cantanti famosi ed eseguire in modo fortemente stonato le loro canzoni, venendo sempre interrotto in modo comico da Ezio Greggio, il quale gli rompeva in testa oggetti di vario genere (ovviamente finti e da scena) oppure gli tirava dei gavettoni.

### Doppio Lustro
Dal 1º giugno al 26 settembre 1998, per celebrare il decennale del programma, su Canale 5 andò in onda Doppio Lustro, versione estiva dedicata al meglio del programma di Antonio Ricci. Fino al 1º agosto fu condotta da Greggio e Iacchetti, con la partecipazione delle veline Marina Graziani e Alessia Mancini, mentre dal 3 agosto da Solenghi e Gnocchi, con le veline Cristina Quaranta e Miriana Trevisan.

### Striscina la notizina
Dal 1999 al 2006 e nuovamente dal 2012, nelle serate in cui sono previste partite di UEFA Champions League, Nations League, Coppa Italia e Supercoppa italiana trasmesse da Mediaset, per dare spazio alla partita il programma va in onda per un lasso di tempo più breve, in genere dalle 20:30 alle 20:45 (il 18 gennaio 2023, il 19 e il 22 gennaio 2024 fu anticipato dalle 19:30 alle 19:45). In queste occasioni viene rinominato Striscina la notizina - La vocina del oppure della -enzina, e come nel programma madre, cambia solo il termine finale. Dal 1997 al 1999, sempre nelle serate in cui erano previste alcune partite di calcio, il programma andava in onda in seconda serata con il nome di Striscia di mezza sera.
Dal 2025 nelle serate in cui è prevista la Supercoppa Italiana, lo spin-off non va in onda, per lasciare spazio ai pre-partita della competizione calcistica.

### Striscia la notizia Speciale
Domenica 14, 21 e 28 maggio 2006 vengono realizzate tre puntate speciali a tema condotte dal duo comico Ficarra e Picone. La prima e la terza sono interamente dedicate a Luca Giurato e alle sue gaffe.

### Striscia la domenica

Logo di Striscia la domenica

Fu la versione domenicale del programma, andata in onda dal 2009 al 2013. Nella prima edizione ogni domenica una coppia di inviati conduceva puntate monografiche su temi, personaggi e inchieste trattati dal programma tramite servizi dedicati a comicità, satira, informazione, controinformazione, varietà e inchiesta. Il programma iniziò il 1º novembre 2009 con una puntata dedicata a Mike Bongiorno e, questa prima edizione (2009-2010), andò in onda nell'access prime time di Canale 5 fino al 6 giugno 2010. Dal 2 al 28 agosto 2010 il programma venne riproposto in replica con il titolo Striscia la domenica estate sempre nell'access prime time stavolta dal lunedì al sabato al fine di sostituire il programma Velone per circa un mese. Tuttavia gli ascolti furono alquanto deludenti. La seconda edizione (2010-2011) iniziò il 19 settembre 2010. Nella prima puntata si parlò del meglio dei ventidue anni del programma, citando alcuni celebri casi come quelli del caso Wanna Marchi, della Missione Arcobaleno, di Luca Giurato, ecc. Questa edizione terminò il 13 febbraio 2011.
La terza e ultima edizione (2012-2013) iniziò il 30 settembre 2012 per concludere al termine della stagione diventando la puntata domenicale del programma (in quanto condotta dagli stessi conduttori della contemporanea edizione del programma originale), in cui si mostrava il meglio della settimana più alcuni inediti. Questa edizione è terminata il 9 giugno 2013.

### Le nuove mostre
Programma andato in onda dal 2010 al 2011 sul canale digitale terrestre La5, condotto dalle veline di Striscia Costanza Caracciolo e Federica Nargi, che riprendeva la formula della rubrica I nuovi mostri.

## Premi all'interno del programma

### Tapiro d'oro
Ideata nel 1996 da Antonio Ricci, il Tapiro d'oro è un'onorificenza satirica che rappresenta l'omonimo mammifero dorato, costruito in polistirene e poggiato su una base in polistirolo con una targhetta riportante il nome del premio. Consegnato inizialmente dal Gabibbo e dal marzo 1997 dall'inviato Valerio Staffelli, è destinato a personaggi dello spettacolo, della politica, dello sport e di qualsiasi ambito nazionale e non, che secondo il programma abbiano motivo di sentirsi attapirati, cioè che abbiano attraversato vicende sfortunate o siano stati coinvolti in episodi spiacevoli.
L'idea di consegnare a questi personaggi un premio a forma di tapiro deriva dal fatto che essi, a causa di ciò che gli è accaduto, avrebbero motivo di sentirsi tristi e di avere il cosiddetto muso lungo, caratteristica tipica dei tapiri. Si tratta di un premio che divide, in quanto molti personaggi lo accettano di buon grado e con ironia, mentre altri reagiscono in maniera anche molto negativa; un caso esemplare a quest'ultimo riguardo è costituito dal noto presentatore Mike Bongiorno, che nel 2007, ricevendo il Tapiro in un momento in cui era particolarmente di cattivo umore, lo strappò dalle mani di Staffelli e lo lanciò per terra distruggendolo, per poi, pochi giorni dopo, scusarsi e dichiarare ironicamente di desiderare un altro Tapiro, che gli venne consegnato.
Dal 1996 a fine 2020 sono stati consegnati oltre 1300 tapiri; al 1° gennaio 2025 il personaggio più attapirato è Belén Rodríguez, vincitrice di 32 Tapiri.
Nel 2025 la Dolce & Toys ha rilasciato un uovo di Pasqua dedicato al premio con tanto di certificato di consegna ufficiale.
L'unico tapiro senza tapiro è stato consegnato a Veronica Gentili il 28 maggio 2025. Si tratta del classico premio del tapiro, con solo la targhetta e la base, senza la scultura dell'animale. Questo premio è stato consegnato (sempre con tono umoristico) alla conduttrice de L'isola dei famosi, in occasione dell'uscita di molti concorrenti dallo show.

### Gongolo di platino
Dall'edizione 2004-2005 a quella 2007-2008 è stato consegnato anche il Gongolo di platino, ovvero il premio opposto al Tapiro, di cui erano insigniti i personaggi che erano stati protagonisti di episodi positivi e che avevano motivo per essere di buon umore. Questo premio era costituito da una rappresentazione di colore grigio platino del nano Gongolo, caratteristico personaggio della fiaba Biancaneve, e veniva consegnato da Patrick Ray Pugliese.

## Casi sollevati dal programma efuori onda

### Casi celebri

#### Festival di Sanremo
In alcune occasioni, il programma rivelò in anticipo i vincitori del festival:
- Il 3 marzo 1990, prima dell'inizio dell'ultima puntata del Festival, rivelò i nomi dei primi tre classificati: Pooh, Toto Cutugno e Minghi-Mietta.
- Il 23 febbraio 1995, due giorni prima della finale, Greggio annunciò la vittoria di Giorgia al Festival di Sanremo 1995.[172]
- Il 24 febbraio 1996, con una sorta di acrostico, venne annunciata in anticipo la vittoria di Ron in maniera "nascosta", in quanto Iacchetti dichiarò che avrebbe fatto un film con Rosa Fumetto, Lino Banfi e Vince Tempera; leggendo di seguito i nomi dei tre, si ricava la frase Rosalino vince, dove Rosalino è il nome di battesimo di Ron, vincitore del Festival.[173]
- Il 22 febbraio 1997 venne annunciata in anticipo la vittoria dei Jalisse, sempre in maniera criptica, in quanto Iacchetti disse che secondo lui avrebbero vinto i "Micio-Micio-Bau-Bau"; l'allusione ai Jalisse sta nel fatto che il gruppo, in una precedente intervista, aveva dichiarato che il proprio nome non aveva un significato preciso e che avrebbero potuto benissimo chiamarsi anche "Micio-Micio-Bau-Bau".
- Dal 28 gennaio 2019 e per qualche settimana c'è stato il caso sollevato durante il Festival di Sanremo condotto da Claudio Baglioni su Rai 1, quando Striscia ha denunciato i riferimenti alla droga nel brano in gara di Achille Lauro Rolls Royce (esso è infatti anche il nome di una pasticca di ecstasy usata tra i giovanissimi). Collegata con il Festival e la conduzione di Baglioni è stata l'inchiesta sulla Friends & Partners di Ferdinando Salzano, sull'organizzazione dei concerti live in Italia e dei grandi eventi televisivi, da cui è emerso che la maggior parte dei cantanti in gara e degli ospiti degli eventi fanno parte della scuderia Salzano. Tale inchiesta ha portato alla luce anche le questioni relative ai biglietti omaggio per riempire i concerti, la concorrenza durissima con gli altri promoter, tutti argomenti sulla quale l'Agcom aveva aperto un'inchiesta.

#### Missione Arcobaleno
Nel settembre del 1999 venne mandato in onda un filmato di un saccheggio nel campo profughi delle regioni di Valona in Albania avvenuto nel giugno 1999 e inviato da un volontario della Missione Arcobaleno, l'iniziativa di solidarietà promossa dal Governo Italiano per aiutare i profughi albanesi del Kosovo che fuggivano dalla guerra. Nelle immagini poliziotti e civili albanesi depredano gli aiuti umanitari che erano destinati ai profughi kosovari davanti all'indifferenza di poliziotti e militari italiani. Il video venne acquisito dalla Procura di Bari, che ha richiesto 24 rinvii a giudizio.

#### Il caso dell'uranio impoverito
Dal 1999 venne trattato il caso degli effetti dell'uranio impoverito sui militari; venne trasmesso La sindrome del Golfo, un documentario del regista Alberto D'Onofrio sui devastanti effetti dell'esposizione alle armi chimico-batteriologiche da parte dei soldati americani durante la prima guerra del golfo, che era stato commissionato a D'Onofrio dalla Rai e mai trasmesso. Nel 2000 l'Osservatorio per la tutela delle Forze Armate chiama il programma per denunciare che i militari italiani in missione di pace nei Balcani furono esposti alla contaminazione dovuta alla presenza di uranio impoverito nei proiettili. Jimmy Ghione raccolse la testimonianza del sergente maggiore Antonacci e negli anni di altri militari malati e dei parenti di militari morti. Tutto ciò provocò molto interesse nell'opinione pubblica e, dopo molte morti sospette, la creazione di una Commissione parlamentare d'inchiesta.

#### Il caso Wanna Marchi
Occupandosi anche di problematiche sociali grazie alle segnalazioni fatte dal pubblico, nel novembre 2001 il programma sollevò dubbi sull'operato della presentatrice televisiva Wanna Marchi, di sua figlia Stefania Nobile e del sedicente mago Mário Pacheco do Nascimento, noti in tale periodo per le loro televendite, suscitando notevole scalpore e portando la magistratura a indagare sul caso avvalendosi anche del materiale raccolto dalle troupe del programma.
A seguito di una segnalazione di una telespettatrice, si rese pubblica una sospetta truffa da parte di una società della Marchi e della figlia, che proponevano l'acquisto in una televendita di alcuni numeri del lotto. In seguito alla messa in onda del servizio, molte altre persone da ogni parte d'Italia chiamarono la redazione del programma per raccontare di essere state vittime della stessa truffa. Della cosa si interessò la magistratura e nel processo i tre protagonisti della vicenda furono condannati.

#### Il caso delTubo Tucker
Nel 2002 il programma affronta il caso del Tubo Tucker, un apparecchio che avrebbe dovuto consentire forti risparmi energetici nel riscaldamento degli edifici e la riduzione dell'inquinamento atmosferico, ma che, secondo Striscia, non funzionava assolutamente. L'inchiesta ebbe ampia eco, anche perché il tubo era sponsor della Nazionale di calcio italiana e dell'ex PalaVobis. Del caso si interessò anche la magistratura e nell'aprile 2007 vi furono 53 rinvii a giudizio e nel gennaio 2010 il fondatore della Tucker, Mirco Eusebi, fu condannato dal Tribunale a undici anni e quattro mesi di reclusione per truffa e associazione per delinquere, successivamente ridotte in appello per avvenuta prescrizione del reato di truffa. Il 4 ottobre 2013 la Cassazione ha decretato la prescrizione anche per l'altro capo di imputazione.

#### MasterChef Italia 4
Durante la puntata del 3 marzo 2015 vennero rivelati con due giorni di anticipo i nomi dei primi classificati alla quarta edizione del programma MasterChef Italia, a cui seguì una serie di servizi dedicati soprattutto al vincitore, Stefano Callegaro. Le testimonianze e i documenti presentati da Max Laudadio in trasmissione portarono alla luce un presunto passato da chef professionista per il vincitore dell'edizione, e questo causò la reazione dei concorrenti esclusi, che arrivarono in alcuni casi a fare ricorso alla giustizia. Di fronte alle critiche, la casa produttrice Magnolia dichiarò di non avere responsabilità e di sentirsi, comunque, parte lesa, annunciando di voler certificare la correttezza e il rispetto del regolamento da parte di Stefano Callegaro tramite azione legale. Il 1º marzo 2017 il giudice per le indagini preliminari del Tribunale di Rovigo archiviò le denunce per diffamazione e stalking presentate da Callegaro contro il programma nelle persone di Antonio Ricci, Max Laudadio, Salvatore Ficarra e Valentino Picone, oltre a quelle contro due intervistati dal programma, David Rampone e Pier Luigi Crosa, perché ha ritenuto "insussistente una responsabilità penale degli indagati".
Nel 2018 il giudice Patrizio Gattari della Settima sezione civile del tribunale di Milano ha dato ragione a Callegaro, accertando che quest’ultimo non aveva mai fatto il cuoco prima di partecipare al programma: era stato "agente immobiliare, operaio, agente di commercio" ma mai cuoco. Ne è seguita la condanna nei confronti di Magnolia per il risarcimento delle spese legali e dei danni, dovuti ad una causa temeraria che la casa produttrice "ben sapeva essere infondata".

#### L'isola dei famosi
Nell'edizione 2018 de L'isola dei famosi (più volte chiamata dal programma Isola dei fumosi) ci furono numerosi servizi che segnalavano comportamenti scorretti riguardanti prove di sopravvivenza. Il programma trattò anche il "caso Monte", che vedeva coinvolto Francesco Monte, ex tronista di Uomini e donne ed ex fidanzato di Cecilia Rodríguez, il quale, in base alle parole della concorrente Éva Henger, avrebbe fumato della cannabis insieme ad altri naufraghi durante la permanenza sull'isola.

#### Caso Giambruno
Il 18 e il 19 ottobre 2023 il programma mandò in onda due fuori onda che mostravano il giornalista Andrea Giambruno, conduttore della rubrica del TG4 Diario del giorno ed all'epoca compagno della presidente del Consiglio Giorgia Meloni, fare pesanti avances sessuali ad una collega presente in redazione. La questione ricevette grande eco sulla stampa nazionale: il giorno seguente la Meloni annunciò sui social l'interruzione della sua relazione con Giambruno, il quale decise di auto-sospendersi per una settimana dalla conduzione della rubrica, mentre Mediaset decise di valutare dei provvedimenti.

### Ifuori onda
Spesso nel corso del programma vengono proposti filmati fuori onda, ossia registrazioni televisive di altri programmi non mandate in onda. Tra questi, numerosi sono stati i fuori onda dell'ex direttore del TG4 Emilio Fede, ripresi durante la messa in onda dei servizi del notiziario, in cui il giornalista si arrabbiava e sbraitava contro i suoi colleghi in redazione a causa di imprevisti tecnici, errori nei servizi o comportamenti diversi da quanto richiesto.
Alcuni di questi fuori onda ebbero anche rilievo sulla stampa:
- Un dialogo del novembre 1994 tra i politici Antonio Tajani (FI) e Rocco Buttiglione (allora segretario del PPI), nel quale il secondo propone al primo un accordo per ridimensionare Gianfranco Fini e spostare il Polo su posizioni più centriste.[201]
- Un dialogo del marzo 1998 tra il politico Pier Ferdinando Casini (allora leader del CCD) e il già citato Emilio Fede, nel quale Fede chiede a Casini cosa pensi di Clemente Mastella e Rocco Buttiglione e dice di Buttiglione che è il migliore del mondo, ha il dono dell'ubiquità e in 24 ore è capace di fare tutto e il contrario di tutto.[202]
- Un dialogo dell'aprile 2010 trafugato in una convention tra la governatrice della Regione Lazio Renata Polverini ed il sindaco di Latina Vincenzo Zaccheo, nel quale il secondo chiede alla prima di pensare alle sue figlie e di non affidare più appalti al senatore Claudio Fazzone.[203] Zaccheo verrà sfiduciato dal consiglio comunale di Latina a seguito della divulgazione di tale dialogo.[204]
- Alcuni fuori onda risalenti al 2017 in cui, durante una pausa nella registrazione di Affari tuoi, il conduttore Flavio Insinna insulta ripetutamente i concorrenti e gli autori del programma. Tali episodi suscitarono molta indignazione e costarono a Insinna l'allontanamento dalla Rai per un anno.[205]
- Alcuni fuori onda furono mandati in onda il 18 e il 19 ottobre 2023[185][186] in cui, durante le pause pubblicitarie della rubrica del TG4 Diario del giorno[188][189], il giornalista Andrea Giambruno[187] fa delle pesanti avances sessuali ad una collega presente in redazione.[192][193] Tali gesti suscitarono molta indignazione da parte della stampa e della sua compagna, la presidente del Consiglio Giorgia Meloni[190][191], e in seguito a tali critiche Giambruno ha deciso di auto-sospendersi per una settimana dalla conduzione della rubrica[196][197], mentre Mediaset ha deciso di prendere dei provvedimenti.[198][199][200]

## Controversie

### L'ultra-ventennale controversia conAffari tuoi
Affari tuoi è un programma prodotto da Endemol Shine Italy e trasmesso da Rai 1 inizialmente condotto da Paolo Bonolis, con il quale Striscia è stata in contrasto per molti anni.
Nel gennaio del 2004, durante una puntata di Domenica in, Paolo Bonolis - allora presentatore del contenitore domenicale di Rai 1 - aveva ospitato una medium (poi smascherata come truffatrice dal programma), e Antonio Ricci lo aveva accusato di strumentalizzare il dolore delle persone; il conduttore rispose in diretta nella puntata successiva dicendo che Ricci doveva vergognarsi ("Fai un passo indietro, e per una volta nella tua vita: vergognati!"). Il giorno dopo, Striscia trasmise le testimonianze di ex concorrenti di Affari tuoi e video amatoriali girati di nascosto che misero in discussione la regolarità del gioco Endemol, allora presentato proprio da Bonolis, rivelando che i concorrenti sarebbero pseudo-attori e le vincite sarebbero pilotate. Secondo tali testimonianze, i concorrenti avrebbero ricevuto compensi già stabiliti in partenza dalla produzione, indipendentemente dalla somma che avrebbero eventualmente vinto durante il programma. Queste accuse vennero confermate da parte di aspiranti concorrenti i quali, intervistati dalla redazione del programma, raccontarono di aver visto altri concorrenti (che poi vinsero) parlare in maniera confidenziale con gli autori prima dell'inizio delle registrazioni; altri sostennero che i pulsanti con cui prenotarsi ai vari giochi fossero disattivati o che non avessero funzionato, favorendo concorrenti che in almeno un caso sarebbero stati visti esultare prima ancora di essere nominati dal conduttore. In risposta alle accuse, Bonolis realizzò una puntata speciale in cui furono invitati tutti i concorrenti accusati per spiegare chi fossero in realtà e per controbattere alle accuse. Il Codacons chiese di invalidare Affari tuoi: Bonolis aveva infatti affermato che Pasquale Romano, autore del programma nonché “interprete” del dottore, conosceva il contenuto dei pacchi e pertanto, per il Codacons, violava la legge perché di fatto pilotava le vincite; la Rai reagì ricorrendo alle vie legali. Il successivo acquisto del format da parte della controllata spagnola di Mediaset Telecinco parve mettere una tregua. Il Codacons, intanto, continuò a monitorare la presenza dei pacchi più alti nelle fasi finali del gioco, cosa che sembrava improbabile e su questo aspetto si spostò la controversia.
Nel dicembre 2006 Striscia tornò a denunciare nuove presunte irregolarità del programma Rai, allora condotto da Flavio Insinna, in quanto una concorrente sembrava avere scritto sulle mani i numeri dei pacchi. La cosa fu smentita in una conferenza stampa dal direttore di Rai 1 Fabrizio Del Noce e dallo stesso Insinna. Il programma continuò a porre in evidenza come i pacchi contenenti le somme più alte sembrassero rimanere spesso fino alla fine del gioco, in contrasto con le leggi della probabilità, e aggiunse che tali coincidenze non trovavano riscontro né nella versione spagnola trasmessa da Telecinco né da quella inglese trasmessa da Channel 4. Nel dicembre 2007 il programma di Ricci fu assolto nella causa intentata dalla Rai in quanto il comportamento della concorrente che guardava i numeri scritti sulle mani venne ritenuto sospetto, pertanto le accuse vennero ritenute legittime e non diffamatorie. Il 18 marzo 2013 la procura di Roma affermò che il gioco era irregolare, scorretto e pilotato per motivi di audience, quindi la procura chiese al Gip l'archiviazione della querela presentata contro Ezio Greggio, Valerio Staffelli, Jimmy Ghione e Antonio Ricci. Le accuse vennero archiviate il 14 ottobre 2013. Inoltre, il 6 febbraio 2015, una sentenza della Corte d'Appello della prima sezione civile di Roma, riprendendo la pronuncia del Tribunale, stabilì che "sussisteva la verità dei fatti e quindi della notizia divulgata da Striscia la notizia (per dettagli, vedere il filmato della concorrente Pelafiocche, da cui risulta che detta gareggiante, prima di scegliere i pacchi, scrutava, ripetutamente e visibilmente, i numeri scritti sul palmo della mano; le mancate spiegazioni in conferenza stampa del direttore di Rai Uno Del Noce sulle anomalie rilevate nella scelta dei pacchi; i dati statistici sui ritardati tempi di estrazione dei pacchi-premio più importanti elaborati dalle associazioni consumatori Codacons e Adusbef, accompagnati e confermati da un esperimento simulato di sorteggio). Per il Tribunale si era in presenza del legittimo esercizio del diritto di cronaca". La sentenza stabilì inoltre che: "esclusa la natura diffamatoria delle trasmissioni informativo-satiriche di Striscia la notizia, la domanda risarcitoria per diffamazione, presentata dalla Rai per tale causale, deve essere totalmente rigettata nel merito", e condannò sempre la Rai al pagamento delle spese processuali.
Il 27 gennaio 2015, dopo due anni di tregua, Striscia tornò ad accusare presunte irregolarità nello svolgimento del gioco, sempre sostenendo la tesi che i pacchi di maggior valore rimangano troppe volte fino alla fine del programma. Per spingere la Rai a una maggiore sorveglianza, il programma consegnò al presidente Anna Maria Tarantola due Tapiri d'oro (servizi del 28 gennaio e del 4 febbraio 2015), più un Tapiro d'Oro gigante (servizio del 12 marzo 2015) idealmente consegnato da Valerio Staffelli a tutto il CdA della Rai, in occasione del Festival di Sanremo 2015.
Il 6 marzo 2015, il presidente della Commissione Parlamentare di Vigilanza sulla Rai Roberto Fico presentò un'interrogazione ai vertici della società di viale Mazzini per chiedere "se non ritengano doveroso e improcrastinabile, alla luce di quanto avvenuto nel corso degli ultimi anni, rispondere pubblicamente e nella massima trasparenza ai sospetti di irregolarità del gioco a premi nel programma Affari tuoi, con particolare riguardo ai filmati, peraltro visionati in sede processuale, dei concorrenti, che prima di scegliere i pacchi, scrutavano ripetutamente e visibilmente i numeri scritti sul palmo della mano", oppure circa l'improbabile coincidenza della "permanente e omogenea concentrazione dei premi più importanti nelle ultime fasi del gioco". Fico chiese inoltre al direttore generale Luigi Gubitosi e alla presidente Tarantola "se non ritengano in ogni caso che il format del programma Affari tuoi, basato solo ed esclusivamente sul gioco d'azzardo, sia incompatibile con il principio della responsabilità sociale e, più in generale, con la missione del servizio pubblico radiotelevisivo, il quale dovrebbe contrastare la piaga del gioco d'azzardo anziché alimentarla attraverso trasmissioni diseducative e quanto mai inopportune nell'attuale contesto economico". Il 24 marzo 2015, la Rai rispose all'interrogazione precisando come il programma fosse "trasmesso in numerosi Paesi (…) organizzato nella direzione di assicurare la massima trasparenza nello sviluppo del gioco", tuttavia dichiarò di aver avviato un'indagine interna "con l'obiettivo di dissipare qualunque possibile dubbio su un programma strategico per il palinsesto di Rai 1.
Alle ultime battute della stagione 2014-2015, il 28 maggio, il conduttore Flavio Insinna rilasciò un'intervista dai toni fortemente polemici contro Striscia e Antonio Ricci. A queste dichiarazioni è seguito un comunicato stampa, in cui il Gabibbo rispondeva al presentatore e gli riproponeva una serie di domande a cui Insinna non ha mai risposto. Data la parzialità con cui i media hanno poi riferito del botta e risposta tra il Gabibbo e Insinna, Striscia fu costretta ad acquistare sabato 30 uno spazio pubblicitario sul Corriere della Sera per permettere ai lettori di conoscere la versione dei fatti del Gabibbo in maniera integrale.
Il 17 marzo 2017, a causa dei bassi ascolti registrati nelle ultime stagioni, Affari tuoi fu definitivamente chiuso. Nonostante ciò, a distanza di più di due mesi dalla chiusura del programma, Insinna finì nuovamente nella bufera per dei fuori onda registrati mentre presentava il programma, in cui si scagliava con ripetuti insulti contro una concorrente e contro lo staff del programma di Rai 1.
Affari tuoi tornò nel mirino di Striscia nel 2024, ancora una volta per la frequenza di pacchi con le somme più alte alla fine del gioco. Il programma era tornato in onda, dopo anni di pausa, nel 2023 con la conduzione di Amadeus; dopo il passaggio di quest’ultimo a Nove, rete di proprietà del gruppo Warner Bros. Discovery Italia, a partire dal 2024 il gioco è condotto da Stefano De Martino, ex ballerino e concorrente di Amici di Maria De Filippi, passato in Rai nel 2019.

### Critiche contro le veline
Nel marzo 2011, dopo le numerose critiche, Antonio Ricci lanciò una provocazione verso la Rai e il gruppo Espresso promettendo che nella stagione successiva avrebbe eliminato le veline dal programma se la Rai avesse cancellato la successiva edizione di Miss Italia e il gruppo Espresso avesse rinunciato a pubblicare le sue due "veline": il settimanale D-La Repubblica delle donne e il mensile Velvet. Se questo fosse accaduto, le veline sarebbero scomparse dal programma, ma visto il rinnovo di Miss Italia e dei due giornali, Costanza Caracciolo e Federica Nargi, rinominate "carline", sono rimaste nel programma un altro anno.

### Il caso dei due falsi servizi di Fabio e Mingo
Nell'aprile 2015 sono stati licenziati dal programma gli inviati Fabio e Mingo a causa di due servizi risalenti al 2013 riguardanti una maga e un falso avvocato, poi rivelatisi due messe in scena. L'annuncio è stato dato dal Gabibbo, che ha anche parlato di azioni legali. I due sono finiti sotto indagine per simulazione di reato e Mingo è stato in seguito condannato insieme alla moglie per truffa, falso e diffamazione.

### Il marchio registrato del programma
La Cassazione civile, con la sentenza 6 380 depositata in data 13 marzo 2017, ha stabilito che il programma è un marchio di impresa, cui corrisponde il nome di dominio www.striscialanotizia.it o simili, e quindi nessuno può indebitamente utilizzarlo. Questo a seguito del fatto che Giovanni Panunzio, fondatore dell'Osservatorio Antiplagio, aveva registrato presso la Registration Authority americana l'indirizzo telematico striscialanotizia.net. come sito-parodia di Striscia. In primo grado, il Tribunale civile di Arezzo nel dicembre 2006, aderendo alla richiesta di tutela avanzata da RTI, aveva vietato l'utilizzo del dominio www.striscialanotizia.net che era stato assegnato a Panunzio nel 2002 e lo aveva condannato a pagare 25 000 euro di risarcimento a RTI. Su reclamo di Giovanni Panunzio, la Corte di Appello civile di Firenze nel giugno 2009 aveva convalidato l'inibitoria e aveva ridotto il danno valutandolo in 7 500 euro. Senza successo, il "concorrente" di Striscia ha fatto ricorso alla Suprema Corte civile che ha respinto il suo reclamo condannandolo anche a pagare 7 200 euro di spese di giustizia in favore di Mediaset.

### Il caso Claudio Baglioni
Nella stagione 2019-2020 era stata introdotta una nuova rubrica, dal titolo Lo ZiBaglione, condotto dal Mago Casanova, in cui venivano analizzati i testi di alcune canzoni di Claudio Baglioni, contenenti delle citazioni letterarie da poesie di celebri autori.
Nel gennaio 2022, sulla scia del successo della rubrica, era stato pubblicato il libro Tutti poeti con Claudio, in cui, similmente a quanto accadeva in televisione, venivano analizzati i testi delle canzoni del cantante comparandoli ad altrettanti testi di celebri poeti, accusando velatamente Baglioni di plagio. Tale libro suscitò da subito forti polemiche: appena quattro mesi dopo l'uscita, infatti, Baglioni ottenne il sequestro del libro, annunciando inoltre querela nei confronti di Antonio Ricci e del programma. Furono subito iscritti nel registro degli indagati, con l'accusa di diffamazione, lo stesso Ricci, insieme al Mago Casanova, Ezio Greggio ed Enzo Iacchetti; il patron di Striscia si difese sostenendo di non aver offeso nessuno, accusando Baglioni di usare una "manovra intimidatoria" nei confronti del programma. Nel settembre dello stesso anno l'inchiesta si allargò ulteriormente con l'iscrizione nel registro degli indagati di Gerry Scotti, anch’egli conduttore del programma di Canale 5. Anche lui, infatti, avrebbe contribuito a diffondere Tutti poeti con Claudio, invitando il pubblico a scaricarlo.

## Esportazione del format
Fuori dall'Italia, il format del programma è stato esportato dapprima in Albania, dove va in onda su Top Channel con il titolo Fiks Fare dal 19 dicembre 2002 e poi, in Bulgaria dove è andato in onda dal 2003 al 2018, il primo anno sull'emittente 7 dni TV, poi dal 2003 al 2009 sull'emittente privata Nova TV e dal 2009, ossia dalla settima edizione, al 2012, su bTV, poi di nuovo dal 2012 al 2018 su Nova TV, con il titolo Господари на ефира (Gospodari na efira).
Inoltre dal 2000, in Romania, sull’emittente Prima TV va in onda Cronica Cârcotașilor il cui format è vagamente ispirato a quello di Striscia la notizia e dal 2021 in Kosovo va in onda Kiks Kosova anch’esso basato su Striscia la notizia e trasmesso dall’emittente Klan Kosova.

## Riconoscimenti
Striscia la notizia è uno dei programmi italiani più premiati di sempre.
- Celebrity Games
  - 2012: Premio come Miglior programma[223]
- Guinness World Record
  - 2011: Premio come Programma televisivo satirico d'informazione più longevo[224]
- Leggio d'oro
  - 2008: Premio speciale alla voce[225]
- Premio regia televisiva
  - 1990: Premio come Rivista e varietà
  - 1995: Premio come Top Ten
  - 1996: Premio come Top Ten
  - 1997: Premio come Top Ten
  - 1998: Premio come Top Ten
  - 1999: Premio come Top Ten
  - 2000: Premio come Programma dell'anno
  - 2000: Premio come Top Ten
  - 2001: Premio come Top Ten
  - 2002: Premio come Top Ten
  - 2003: Premio come Top Ten
  - 2004: Premio come Top Ten
  - 2005: Premio come Top Ten
  - 2006: Premio come Top Ten
  - 2007: Premio come Top Ten
  - 2007: Premio come Miglior programma in assoluto
  - 2008: Premio come Top Ten
  - 2008: Premio come Oscar di diamante
  - 2009: Premio come Top Ten
  - 2010: Premio come Top Ten
  - 2011: Premio come Top Ten
  - 2012: Premio come Top Ten
  - 2013: Premio come Top Ten
  - 2014: Premio come Top Ten
  - 2015: Premio come Top Ten
  - 2016: Premio come Top Ten
- Telegatto
  - 1990: Premio come Miglior programma di satira TV
  - 1991: Premio come Miglior programma di satira TV
  - 1995: Miglior programma di satira TV
  - 1997: Premio come Miglior programma di satira TV
  - 1998: Premio come Miglior programma di satira TV
  - 1999: Premio come Programma dell'anno
  - 2000: Premio come Miglior programma di satira TV
  - 2001: Premio come Miglior programma di satira TV
  - 2001: Premio come Programma dell'anno
  - 2002: Premio come Miglior programma di satira TV
  - 2003: Premio come Miglior programma di satira TV
  - 2006: Premio come Miglior programma in assoluto
  - 2007: Premio come Miglior programma in assoluto[226]
  - 2008: Premio come Miglior programma in assoluto[227]
  - 2008: Premio di platino come Special Anniversary in occasione dei 20 anni del programma[227]
  - 2017: Premio speciale in occasione dei 30 anni del programma[228]
  - 2023: Premio speciale in occasione dei 35 anni del programma[229]
- Video Festival Imperia
  - 2012:  Premio come TV di qualità